# Catedral de María Inmaculada (Vitoria)
La Catedral de María Inmaculada, Madre de la Iglesia (en euskera: Maria Sortzez Garbiaren Katedrala) es un templo católico situado en el céntrico barrio de Lovaina de Vitoria, País Vasco, España. Construida en estilo neogótico en la primera mitad del siglo XX, popularmente es conocida como la Catedral Nueva, fórmula empleada para distinguirla de la más antigua Catedral de Santa María, un templo gótico de los siglos XIII y XIV edificado en la parte alta de la ciudad, a su vez conocido como la Catedral Vieja. El culto regular se celebra tanto en el templo como en la cripta, bajo la girola, funcionando dicho espacio como parroquia homónima. El templo, entre los más voluminosos de España, es también una de las últimas grandes catedrales erigida en el país, si bien se trata de una construcción incompleta, ya que la falta de financiación dejó sin realizar una serie de elementos arquitectónicos que habrían dado lugar a una iglesia de alzado muy vertical, en lugar de la horizontalidad resultante del incumplimiento del proyecto original, y con una decoración mucho más recargada. Su principal valor radica en la riqueza escultórica, en muchos casos correspondiente al estilo modernista, que ornamenta los paños de las naves y el ábside en el exterior, así como las capillas de la girola, el trascoro y la cripta en el interior. Pertenece a la Diócesis de Vitoria y su interior acoge el Museo Diocesano de Arte Sacro de Álava.

## Historia
Con la creación en 1862 de la Diócesis de Vitoria, englobando los territorios de las tres provincias vascas, surgió la necesidad de construir un nuevo templo adecuado y grandioso, ya que ya la vieja Catedral de Santa María (Vitoria), emplazada en el punto más alto del Casco Viejo de la ciudad, se consideraba pequeña y de difícil acceso, además de presentar un problemático estado de conservación. La Colegiata gótica de Santa María fue elevada a la categoría de catedral de manera provisional, en espera de que fuese construido un templo mayor, más propicio para desempeñar la función de sede episcopal. En 1906 el entonces obispo de Vitoria, monseñor José Cadena y Eleta, convocó un concurso de proyectos que deba preferencia al estilo neogótico. El mismo fue ganado por los arquitectos Julián de Apraiz y Javier de Luque.

### Primera época constructiva (1907-1914)
En el solar que ocupaba antiguamente el convento de las Brígidas, justo al lado del parque de la Florida, y triangulando entre las calles Luiz Heinz, Cadena y Eleta y Magdalena, las obras arrancaron el 4 de agosto de 1907 sobre los planos del proyecto ganador de los arquitecto Apraiz y Luque. Al acto de colocación de la primera piedra, celebrado con todo fasto, asistieron los reyes Alfonso XIII y Victoria Eugenia de Battenberg, la reina madre María Cristina, el nuncio de la Santa Sede monseñor Rinaldi, obispos de la provincia eclesiástica, y representantes de la Corte, el Gobierno y las instituciones locales.
La primera fase de las obras discurrió con gran ritmo y celeridad, tomando parte en las mismas obreros y artistas de toda España, muchos de ellos catalanes, que difundieron la corriente modernista de la Escuela Práctica de Modelado y Talla, así como del extranjero. Las obras quedaron paralizadas en marzo de 1914, con la llegada del nuevo obispo Melo y alcalde, tras haberse rebasado el presupuesto inicialmente adjudicado, que era de 5 millones de pesetas, y quedar por levantar cuatro quintas partes de la mole proyectada. En esta primera fase quedaron terminadas la cripta (inaugurada en 1911, la girola, las partes bajas de los pilares de sus cinco naves (hasta una altura de 8 metros) y gran parte de los paramentos exteriores de las fachadas, siendo los materiales de construcción y decoración la piedra natural y el mármol, extraídos en su mayoría de canteras de distintos puntos del País Vasco y Navarra. Las obras de la Catedral estuvieron abandonadas durante 32 años.

### Segunda época constructiva (1946-1969)
Las popularmente llamadas "ruinas" de la Catedral se cubrieron de yedra y maleza. Las obras no se reanudaron hasta 1946, una vez acabada la Guerra Civil y obtenida nueva financiación, con el impulso del obispo Carmelo Ballester Nieto y bajo la dirección de los arquitectos Miguel de Apraiz Barreiro (hijo de Julián) y, en menor grado, Antonio Camuñas Paredes.

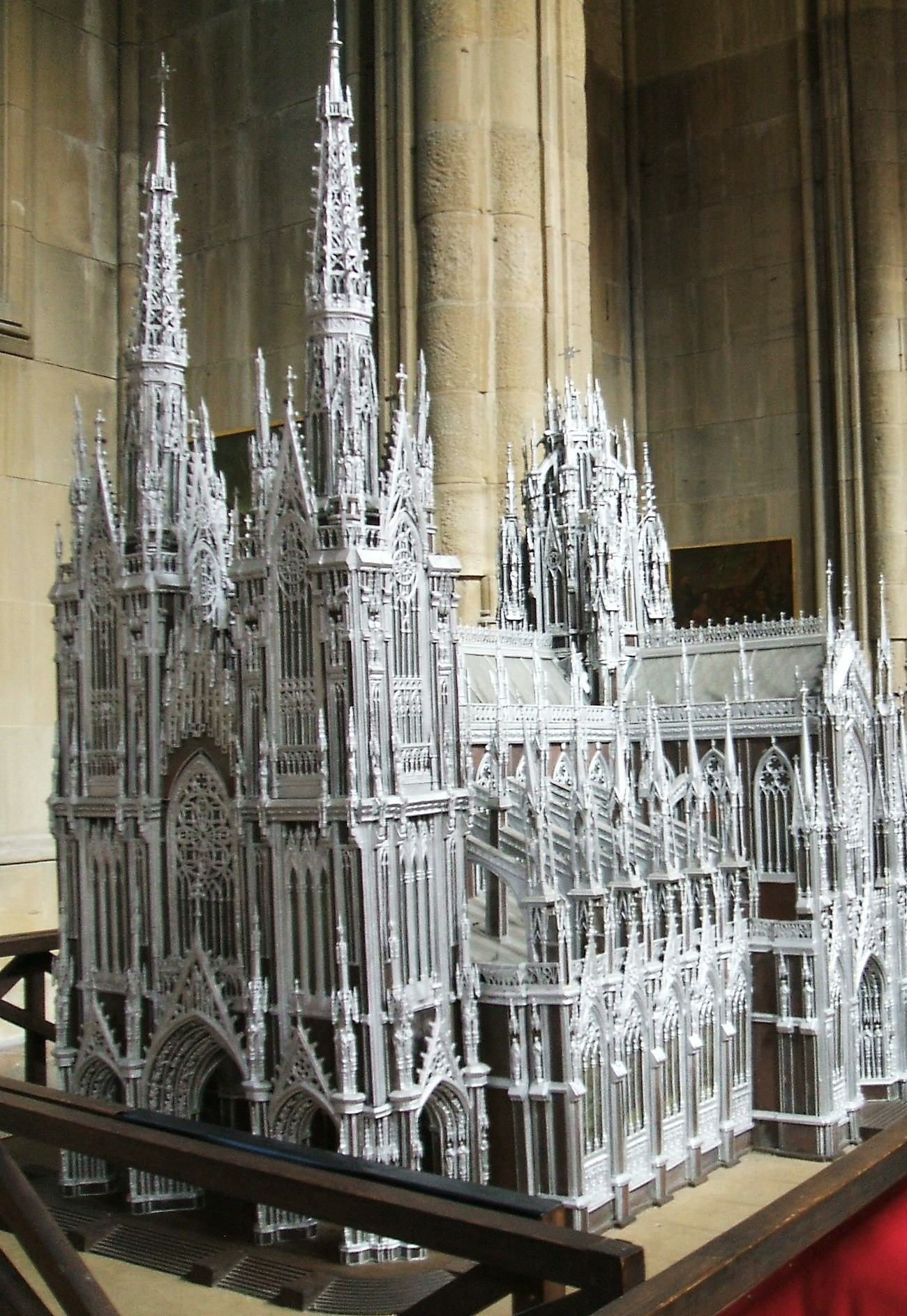
Maqueta del proyecto original

La construcción avanzó de forma pausada, respetando el estilo inicial pero incorporando las nuevas técnicas del hormigón y la piedra artificial, más económicas que la talla de piedra natural. Se decidió prescindir de muchos elementos arquitectónicos y la decoración fue reducida considerablemente, quedando muchas piezas escultóricas sin esculpir. En 1949 se terminaron la girola y la parte baja hasta el crucero. Hasta 1952 se construyeron la nave alta del presbiterio, la portada lateral norte y un torreón rebajado en lugar del cimborrio original. Entre 1960 y 1963 se colocaron las vidrieras realizadas en la primera época, y en la girola los relieves realizados por el artista Enrique Monjo para el trasaltar. Entre 1964 y 1969 se cubrió el resto de la Catedral sin añadir los arbotantes exteriores, innecesarios al aligerar los pesos y fortalecer la fábrica la utilización de los nuevos materiales arriba citados.
Aunque inconcluso, el templo fue consagrado el 24 de septiembre de 1969 por el cardenal legado Dell'Acqua, acompañado de varios arzobispos y obispos españoles, y en presencia del jefe del Estado, el general Franco, su esposa y el Gobierno casi al pleno. La advocación de la Catedral era la de María Inmaculada Madre de la Iglesia.
Faltaba por construir toda la fachada principal a los pies del templo, incluido el pórtico y dos majestuosas torres gemelas chatas, al estilo de Notre-Dame de París, según un modelo simplificado que suprimía los chapiteles contemplados en el proyecto original, desaparecidos al igual que el cimborrio del crucero y una abigarrada decoración arquitectónica en vertical basada en gabletes y pináculos que habría cubierto todo el alzado, produciendo un resultado visual a caballo entre la Catedral de Burgos y la Catedral de Milán. Las torres albergarían en su interior las oficinas de la Curia, un museo, una residencia, y otras dependencias diocesanas. Aun así, el coste adicional era desmesurado. Desaprobado por la mayoría del clero y la opinión pública vitorianos, el proyecto concerniente a las torres fue cancelado y en su lugar se construyó un pórtico rematado en una gran terraza.
Esta obra quedó concluida en 1973, siendo titular de la diócesis el obispo Francisco Peralta, gracias a la confluencia de dotaciones económicas procedentes de la Diputación Foral de Álava, el Ayuntamiento de Vitoria, el Ministerio de Vivienda y numerosas donaciones privadas, la más cuantiosa de las cuales fue hecha por el mecenas local Félix Alfaro Fournier y la familia vitoriana Viguri Martínez de Ilarduya. Tres años después, las naves de la iglesia serían el marco para el funeral de los obreros muertos en los sucesos del 3 de marzo de 1976.
La Catedral de María Inmaculada, Madre de la Iglesia, de Vitoria es considerada actualmente como una de las catedrales españolas de "última generación", conjuntamente con la Catedral de la Amudena de Madrid y la Catedral de San Cristóbal de La Laguna de Tenerife.

## Descripción
El edificio, de imponentes proporciones, consta de 5 naves longitudinales, la principal y cuatro laterales, un crucero de tres naves, una girola de dos naves con siete capillas absidiales, pórtico, cripta y sacristía. Con sus 118 metros de ábside a pórtico, sus 62 metros de ancho entre los dos testeros del crucero y sus 35 metros de altura en el crucero, se trata de la segunda iglesia más grande de España después de la Catedral de Sevilla. Su planta de cruz latina recuerda a la de la Catedral de Chartres y cubre una superficie de 5750 metros cuadrados, pudiendo cobijar en su interior a 150 000 personas.
El principal interés artístico del templo descansa en su riqueza escultórica, que presenta acusadas variaciones estilísticas por las diferentes etapas constructivas. En la cripta y en los paños exteriores del ábside pueden contemplarse numerosos relieves en arquivoltas, entrepaños, frisos, capiteles historiados y motivos escultóricos que combinan la iconografía religiosa con otra de temática profana, fantástica y vegetal, sorprendiendo esta última por su imaginación y no pocas veces por su audacia satírica. Todo el conjunto rebosa simbolismo y advertencia moral. También las vidrieras responden a distintos gustos y concepciones estilísticas.

### Arquitectura y escultura exteriores

#### Fachada principal y pórtico

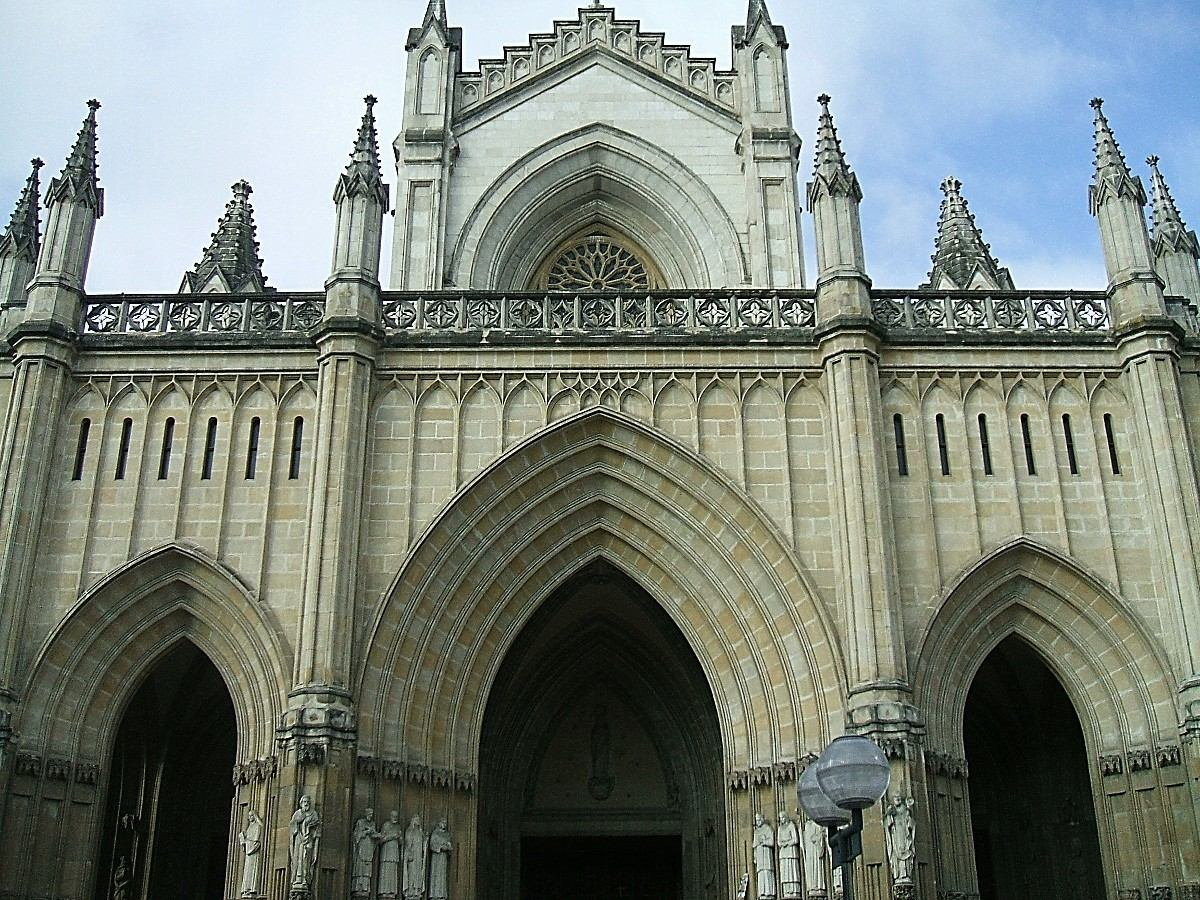
Pórtico de la fachada principal

Orientada a los arranques de las calles Becerro Bengoa y Prado, la fachada, aún desprovista de torres, presenta un alto frente, abierto en su parte inferior por el pórtico o nártex dispuesto en tres grandes arcos apuntados, de mayor tamaño el central, y en la parte superior por un gran rosetón-vidriera sobre la terraza. Mide 22 metros de altura y se apoya en ocho machones dispuestos en dos filas de a cuatro. Los vértices de las aristas está coronados por pináculos neogóticos estilizados. El remate de la nave central, coronado por una cruz, lleva una orla de arquerías ciegas en su parte superior. Sobre el crucero de la nave se eleva un corto y macizo cimborrio cuadrado.

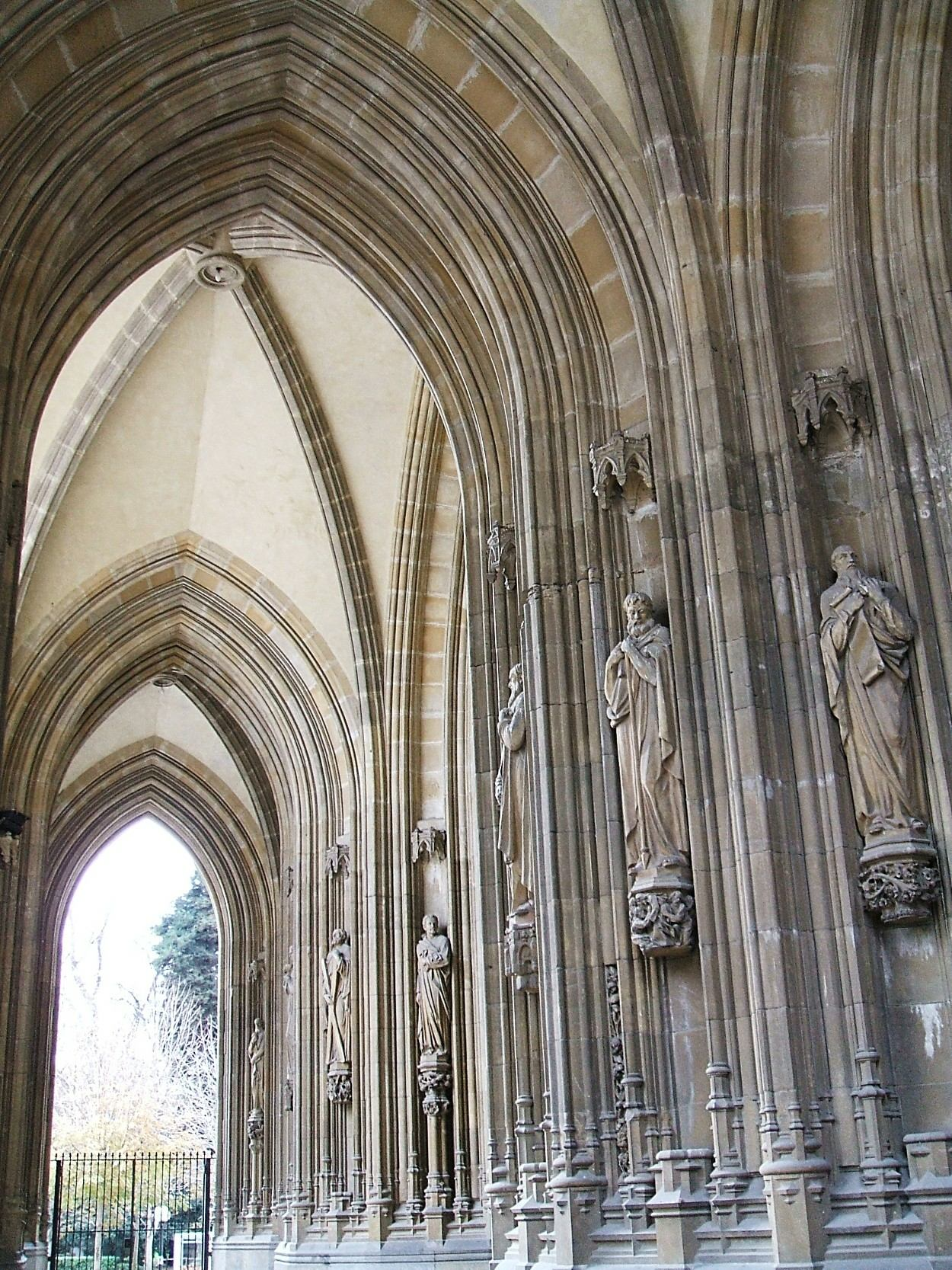
Interior del pórtico

En las portadas exteriores del pórtico se han esquematizado al máximo las arquivoltas, cinco en la principal y tres en las laterales, desapareciendo en estas las escenas historiadas y cualquier otra decoración. La estatuaria de la fachada, dispuesta en los arranques de las arquivoltas entre peanas-basas apoyadas en pares de columnas, que sí están labradas con motivos historiados o vegetales, y doseletes, está inconclusa. Los bultos que han sido tallados y colocados en sus hornacinas hasta la fecha -único trabajo constructivo que sigue activo a día de hoy- incluyen a Padres de la Iglesia y otros santos y santas.
Otras hornacinas vacías figuran en el interior del pórtico, donde los accesos al templo reproducen el esquema de triple portada apuntada, aunque ahora bajo tres grandes tímpanos con bajorrelieves. El de la izquierda, dando paso a la nave del Evangelio, representa el Nacimiento y Adoración de los Pastores. El central, a María Inmaculada rodeada de estrellas. Y el de la derecha, dando paso a la nave de la Epístola, a Pentecostés. Los tres tímpanos fueron labrados entre 1975 y 1979 por el artista Aurelio Rivas. En la hilada interior del columnario se eleva un apostolado modelado en piedra artificial por el escultor Florentino Trapero entre 1964 y 1965, y apoyado en basas historiadas, tallas que corresponden a la primera época constructiva.

#### Fachada septentrional
Orientada a la calle Magdalena. En su parte central, dando acceso al brazo septentrional del crucero, se abre una portada con gran arco gótico abocinado cuyo espacio para el tímpano es ocupado por un gran rosetón. El cuerpo superior lo cubre un balcón cerrado con un gran ventanal-vidriera en lo que es el testero del crucero. A sus lados, peanas vacías de estatuaria y dos ventanales que en su día iban a cubrir vidrieras alusivas a la muerte de San José y bajo cuyos botaaguas discurren unas escocias o frisos con relieves de la primera época.
El friso de la izquierda, tallado por Francisco Nieto, Fernando Sánchez y Gaspar Casas, representa escenas de la guerra del Rif de 1909. El de la derecha, obra de Francisco País, J. M. Aramburu y Juan Payés, contrapone la Escuela Religiosa y la Escuela Laica. Este relieve es un testimonio del conflicto educativo vivido entre Iglesia y Estado en los años (1910-1912) del Gobierno de José Canalejas, promotor de la enseñanza laica y del control de la actividad cultural de las órdenes religiosas.
Entre esta portada norte y el pórtico del pie del templo discurren cinco ventanales y otros tantos paños que se corresponden con los cinco primeros tramos de la nave lateral, hasta el crucero. Los entrepaños (lienzos ornamentales de pared bajo los ventanales) están decorados con orlas vegetales que cobijan diversa vegetación. Sobre estos corren frisos de mármol blanco ornamentados también con especies vegetales.
Las gárgolas en lo alto de los aleros fueron labradas por Manuel y Aurelio Rivas entre 1964 y 1965; representan figuras tomadas del Libro del Apocalipsis.

#### Ábside

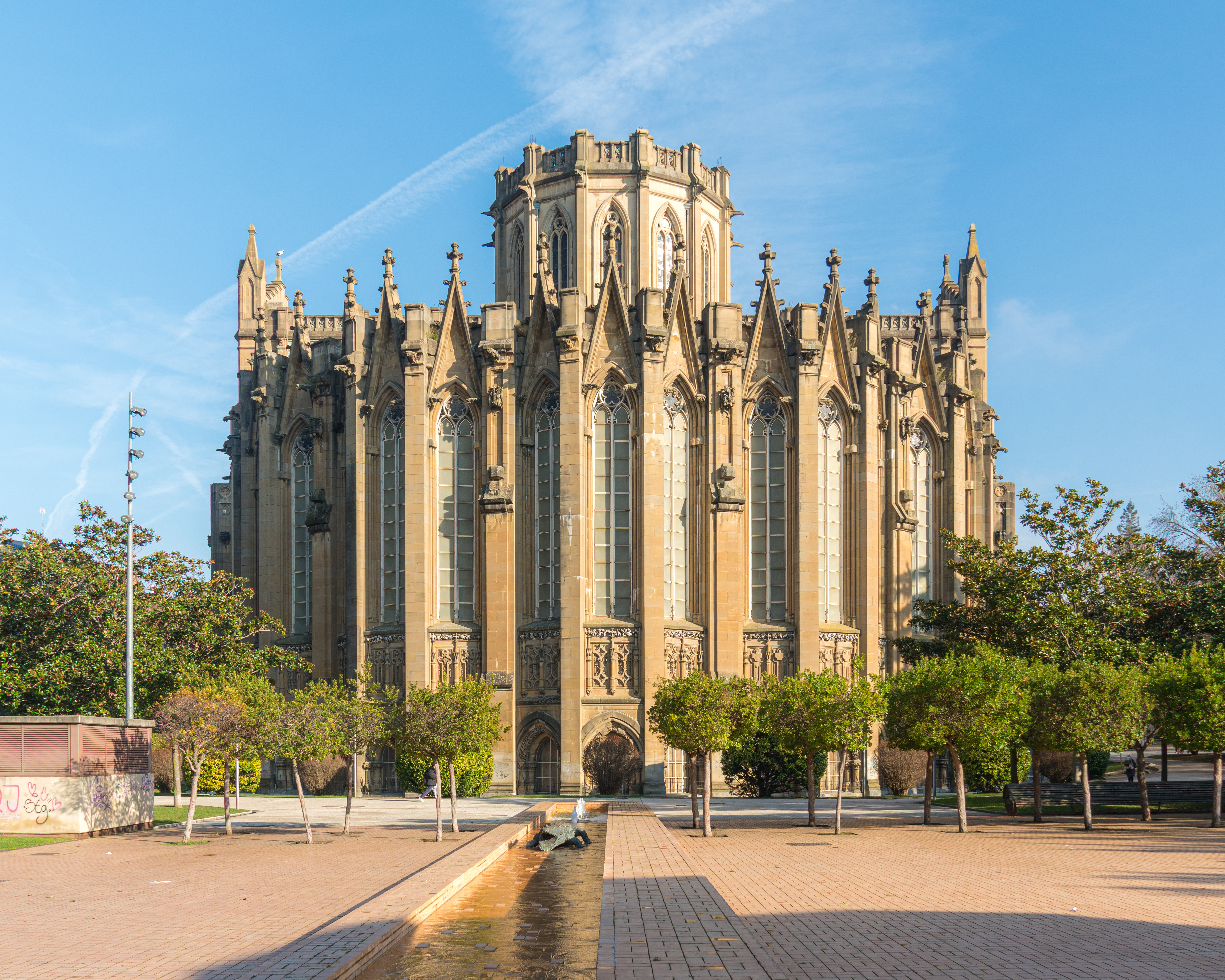
Visión de conjunto del ábside

Orientado a la calle Luis Heintz, enlaza con la fachada septentrional mediante dos paños de pared, correspondientes a los dos tramos interiores del presbiterio, en los que apenas se ha realizado el desbaste de la piedra. Todo el ábside está coronado por gabletes rematados en florones cruciformes; sus gárgolas, de temas monstruosos, son muy esquemáticas.

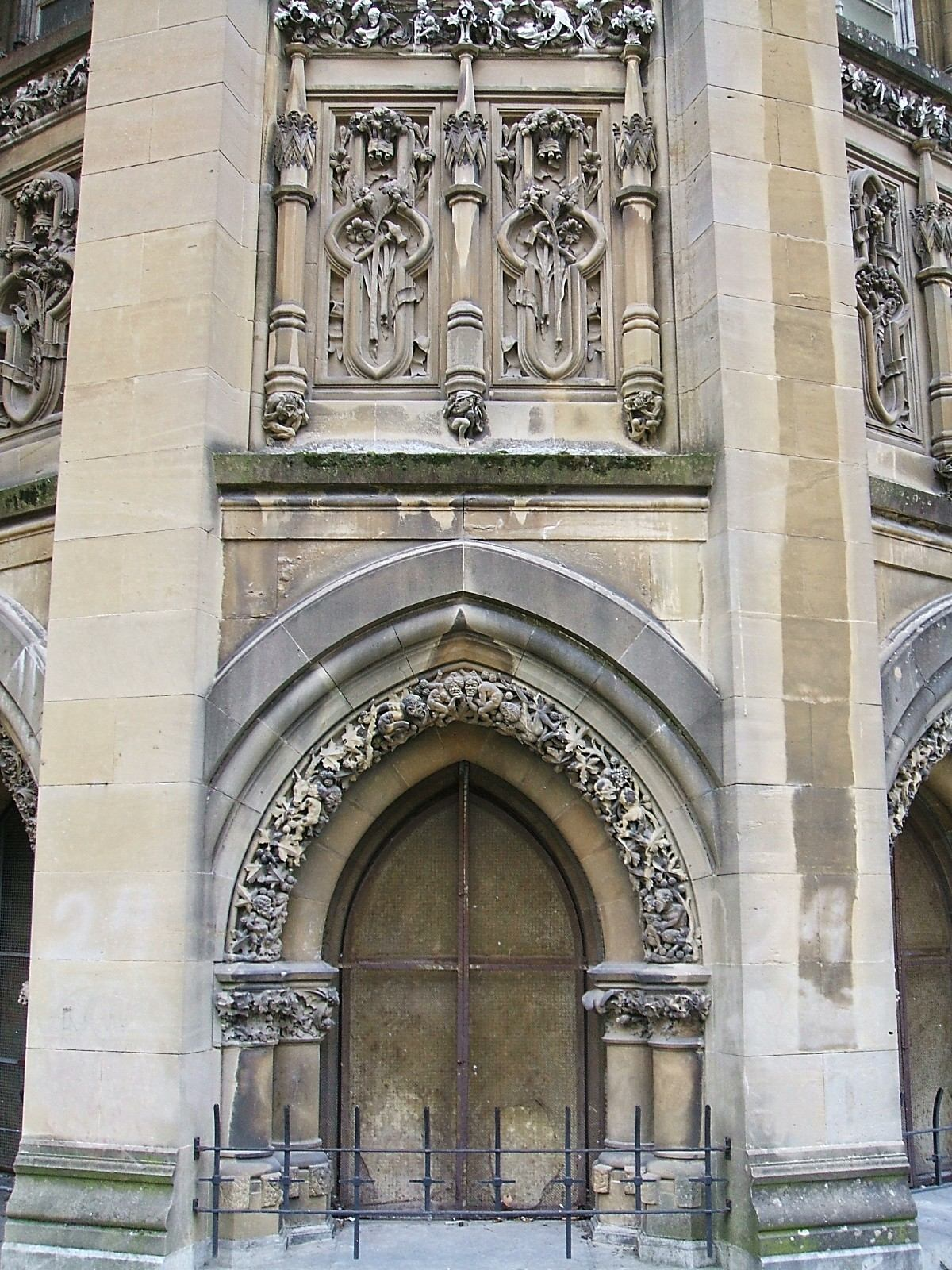
Paño absidial de la capilla del Sagrado Corazón de María

El cuerpo semicircular se divide en siete tramos, correspondientes a las siete capillas de la girola interior. Cada tramo consta de tres paños muy estrechos en comparación con su altura y cada paño se divide en tres partes. La parte inferior, al nivel del suelo, la conforman las arquivoltas de los ventanales ojivales de la cripta y los capiteles en los que descansan; las arquivoltas centrales están decoradas con figuras alegóricas y las laterales con temática vegetal; los capiteles presentan labra a base de plantas, animales nocturnos y criaturas fabulosas.
La parte intermedia consta de un entrepaño cuadrangular que en los paños centrales presenta motivos ornamentales alusivos a la advocación de la capilla y a sus patronos, con los escudos respectivos, y, coronando éste, un friso o escocia que es igualmente historiado en los paños centrales. Ambos motivos en los paños laterales, o son de temática vegetal o están, en líneas generales, menos elaborados. Por último, marcando la verticalidad de la fábrica, está la parte superior que forman los ventanales y los gabletes.
Los motivos escultóricos más llamativos de este conjunto son los de las arquivoltas de los ventanales de la cripta, donde proliferan los aspectos lúgubres de la vida terrenal y de ultratumba, mezclados con escenas profanas y seres fantásticos en actitudes violentas. En algunos casos las figuras recuerdan en su estilo los grutescos del arte Plateresco.
A continuación, se describe la ornamentación de cada tramo absidial, arrancando por la parte norte y terminando por el sur:
- Capilla del Sagrado Corazón de María

Originariamente de San José. Arquivoltas centrales: escenas del pecado de la sensualidad con demonios y parejas lujuriosas entre yedras. Arquivoltas laterales: cardinas, yedras y otros vegetales. Entrepaños: alegoría con los instrumentos de trabajo de la carpintería de San José. Friso central: escenas del trabajo de San José y de su muerte. Autores: Luis Echeverría (friso), J. M. Leánder, J. M. Fuentes y Francisco Baises.
- Capilla de Navarra

Arquivoltas centrales: la gentilidad, representada por gigantes y atlantes, en estado salvaje, y humanos afligidos por el pecado original, entre parras. Arquivoltas laterales: saúcos. Entrepaño central: escudos de Navarra y San Francisco Javier. Friso central: la obra evangelizadora de los misioneros navarros. Autores: Gaspar Casas (friso), Aniceto Arregui, Andrés Torrero, Tirso Madame y Valentín Hernández.
- Capilla de Guipúzcoa

Arquivoltas centrales: la Muerte, representada por hombres sosteniendo niños muertos, entre aves, alimañas y vegetación exuberante. Arquivoltas laterales: yedras y hojas de parra. Entrepaño central: escudos de Guipúzcoa y Loyola, ornados con anclas, cuerdas y cadenas. Friso central: San Ignacio herido en batalla y las misiones jesuitas en América del Sur. Autores: Jaime Lluch (friso), Ángel Lucarini (friso), Felipe Lobo, Gaspar Casas, Lulio Sánchez, Pedro Domínguez, Julián Asteasu, Valentín Hernáez y Enrique Bieto.
- Capilla de Nuestra Señora del Rosario

Arquivoltas centrales: Niños jugando, a medio tallar. Arquivoltas laterales: hojarasca, adormideras y amapolas. Entrepaño central: símbolos del Santo Rosario. Friso central: la aparición de la Virgen a Santo Domingo y Santa Catalina de Siena, y el triunfo de la Iglesia sobre los herejes. Autores: Luis Fernández (friso), Federico Baucells, Alfredo Quintana, Juan Casas, Luis Fernández, Pedro Domínguez y Vicente García.

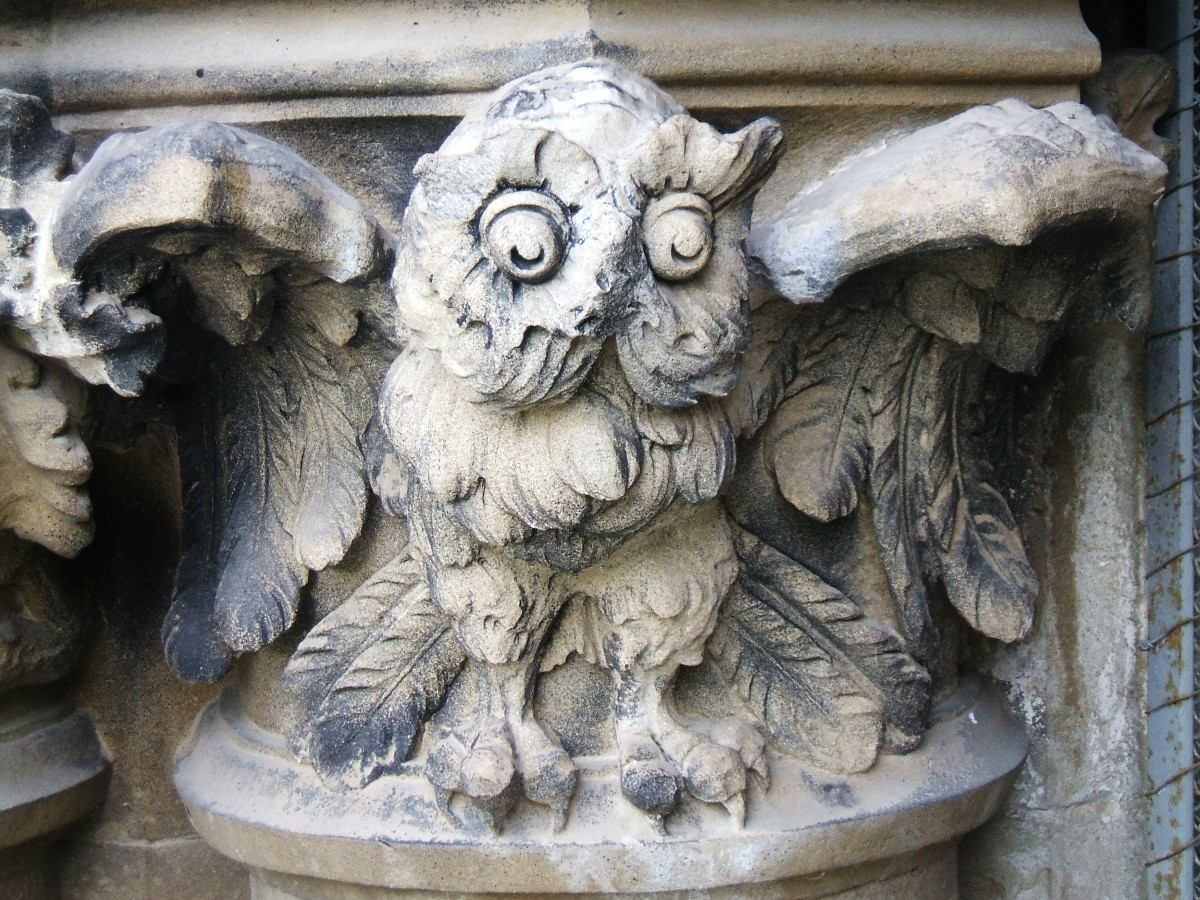
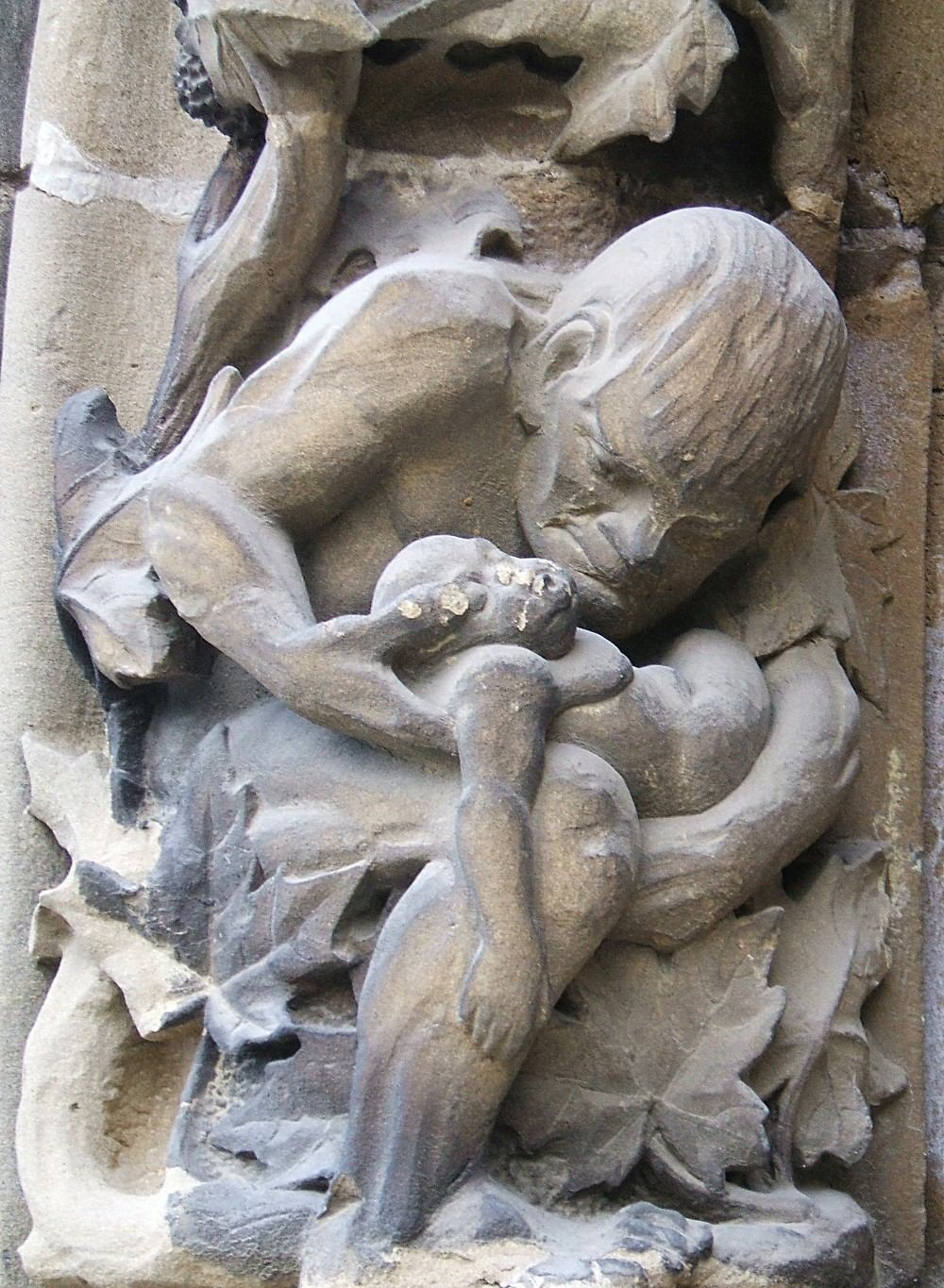
Relieve de arquivolta absidial en la Capilla de Guipúzcoa
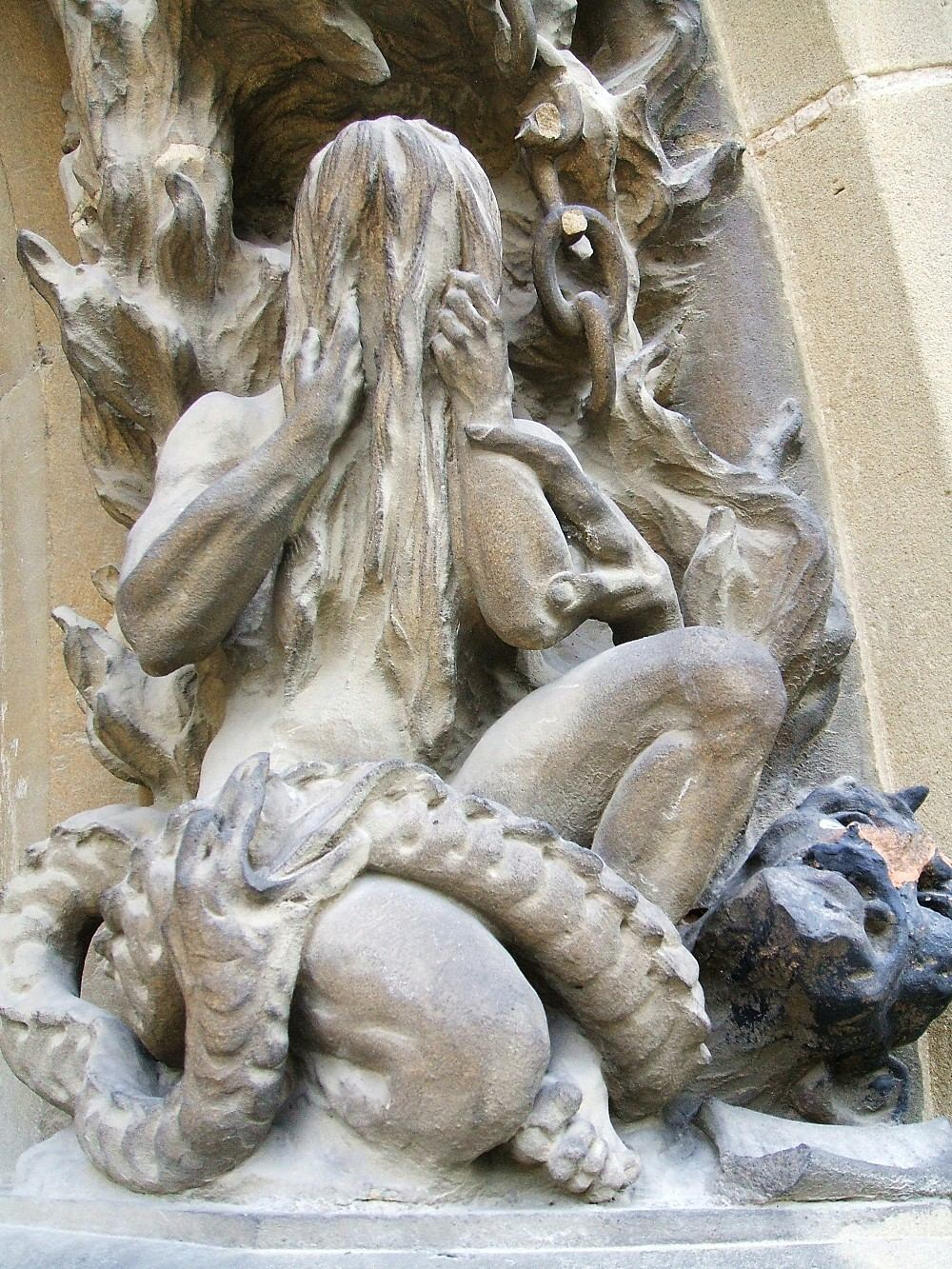
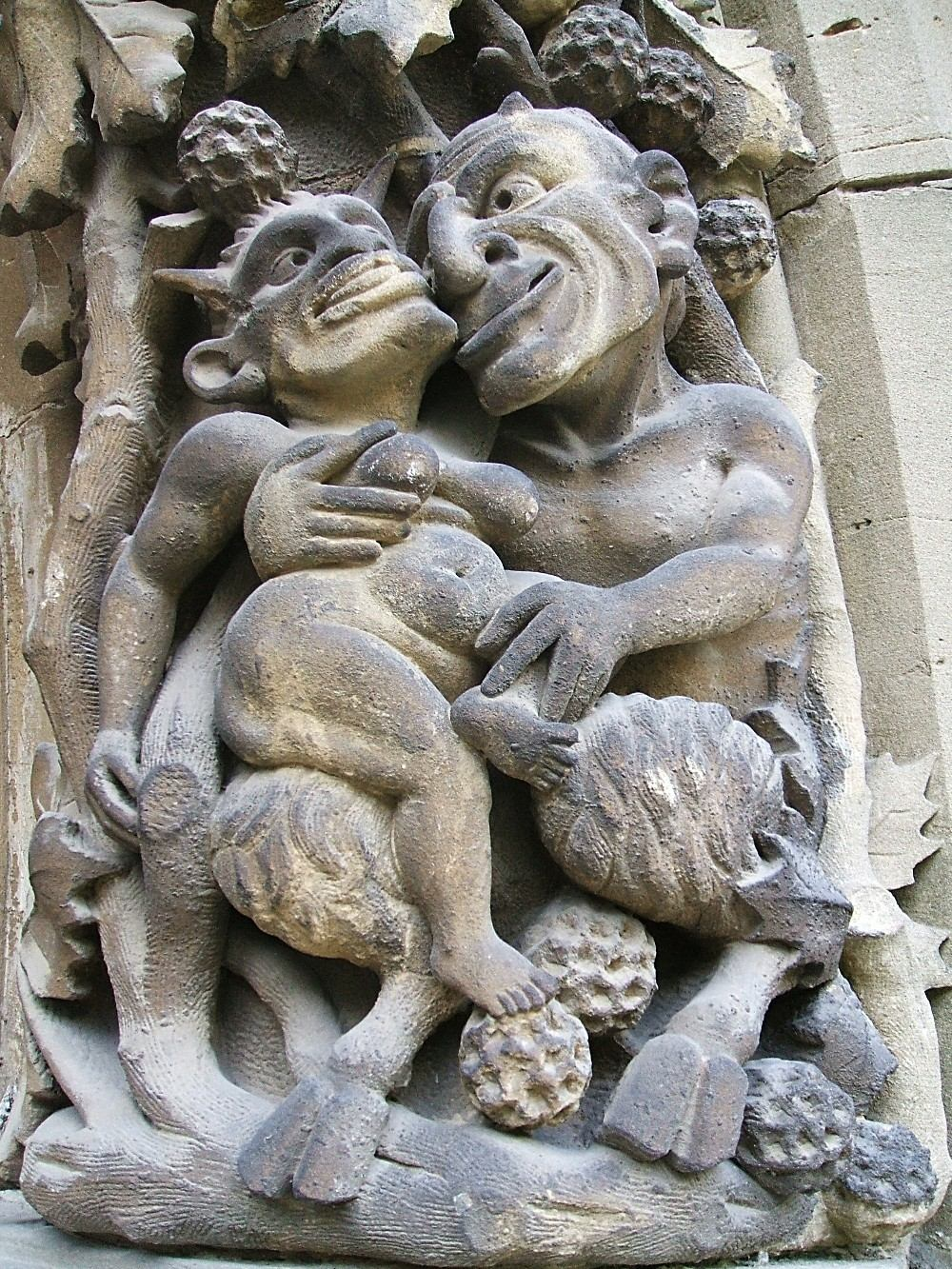
Relieve de arquivolta absidial en la Capilla del Sagrado Corazón de María
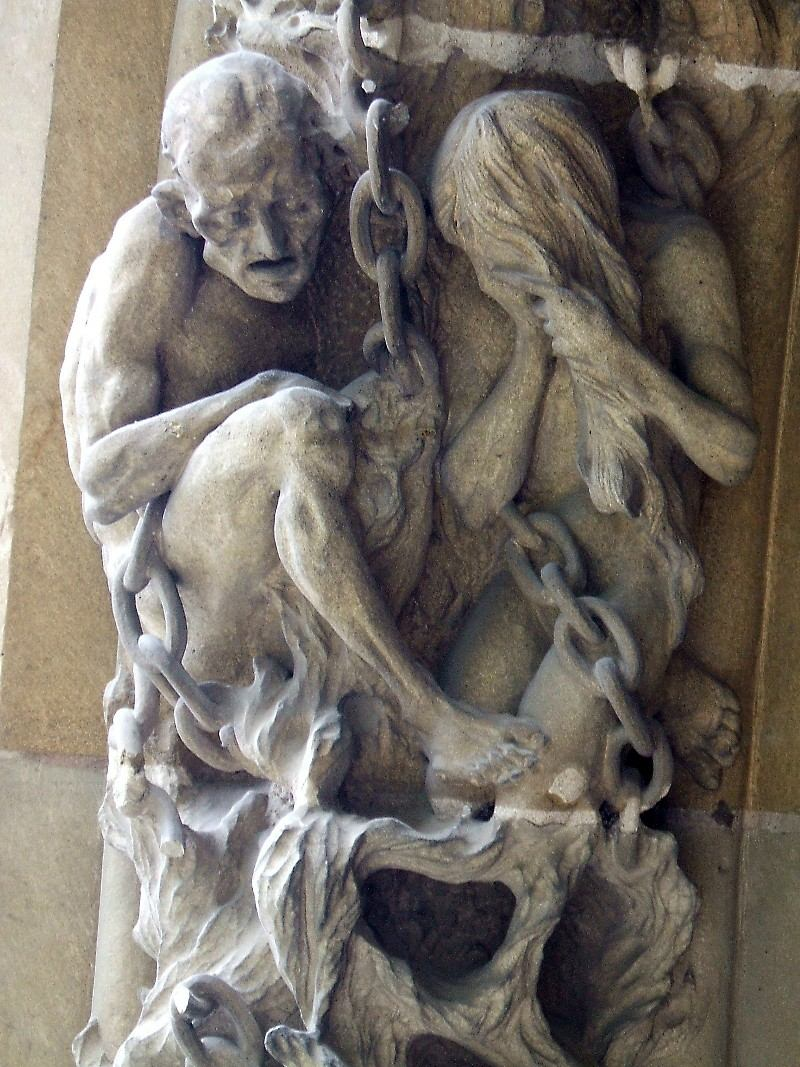
Relieve de arquivolta absidial en la Capilla de Álava
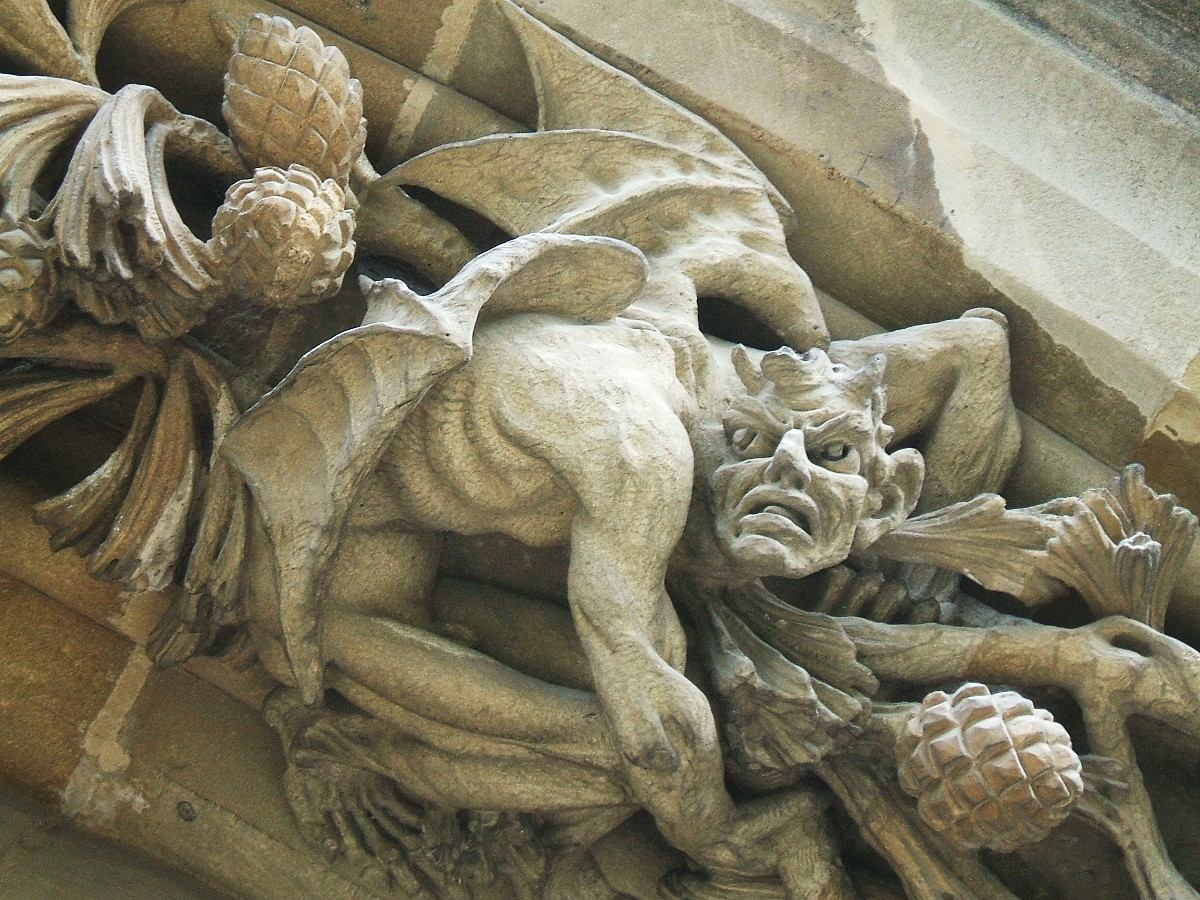
Relieve de arquivolta absidial en la Capilla del Sagrado Corazón de Jesús

- Capilla de Vizcaya

Arquivoltas centrales: la Muerte, representada por cadáveres y esqueletos. Arquivoltas laterales: girasoles, hojas de laurel y roble. Entrepaño central: faltan de labrar los escudos de Vizcaya y Begoña. Friso central: tipos populares vizcaínos, baserritarras y pescadores. Autores. Tirso Madame (friso), Antonio Márquez (friso), José Sort, Jesús Arizti, Francisco Celada, Juan Casas y Tirso Madame.
- Capilla de Álava

Arquivoltas centrales: el Infierno, representado por condenados, entre serpientes, dragones, cadenas y llamas. En los capiteles, escenas de parejas en romería (la mudanza de las cosas humanas). Arquivoltas laterales: rosas, espigas y amapolas. Entrepaño central: a medio labrar el escudo de Álava y otro espacio para escudo vacío. Friso central: escenas de la vida de San Prudencio. Autores: Alfredo Alánder (friso), Juan Pares (friso), Balbino Echoguíbel, Federico Baucells, José Pérez, Vicente García, Andrés Torrero e Isaac Díez.
- Capilla del Sagrado Corazón de Jesús

Arquivoltas centrales: el Castigo, representado por demonios alados entre escenas de condenación y tormento, y vampiros atacando a una pareja. Arquivoltas laterales: ramos de flores y cardinas. Entrepaño central: sin apenas labor escultórica. Friso central: escenas de la vida de Jesús, con Antonio de Padua. Autores: Jaime Lluch (friso), Enrique Bieto, José Bieto, Juan Casas, Juan Terrán, Alfredo Guijarro.
El ábside conecta con la fachada meridional mediante dos paños de pared, correspondientes a los dos tramos interiores del presbiterio y que como sus equivalentes en el lado norte están sin labrar. En ellos se abre la comunicación a la cripta, bajo el nivel del suelo, puerta que en origen estaba destinada al acceso al futuro y nunca construido claustro.

#### Fachada meridional
Orientada a la calle Monseñor Cadena y Eleta y el Parque de la Florida. Es simétrica y prácticamente idéntica a la del norte. Flanqueando la entrada, relieves de la primera época, con la Lucha y la Paz de los Monjes, representando los esfuerzos evangelizadores y civilizadores de la Iglesia, y los Artistas de la Catedral, representados en caricatura, afanados en sus trabajos. Ambos frisos fueron ejecutados por Vicente García, Ángel Lucarini, Bernabé López, Francisco Parés, Bernardo López y Agustín Llera.

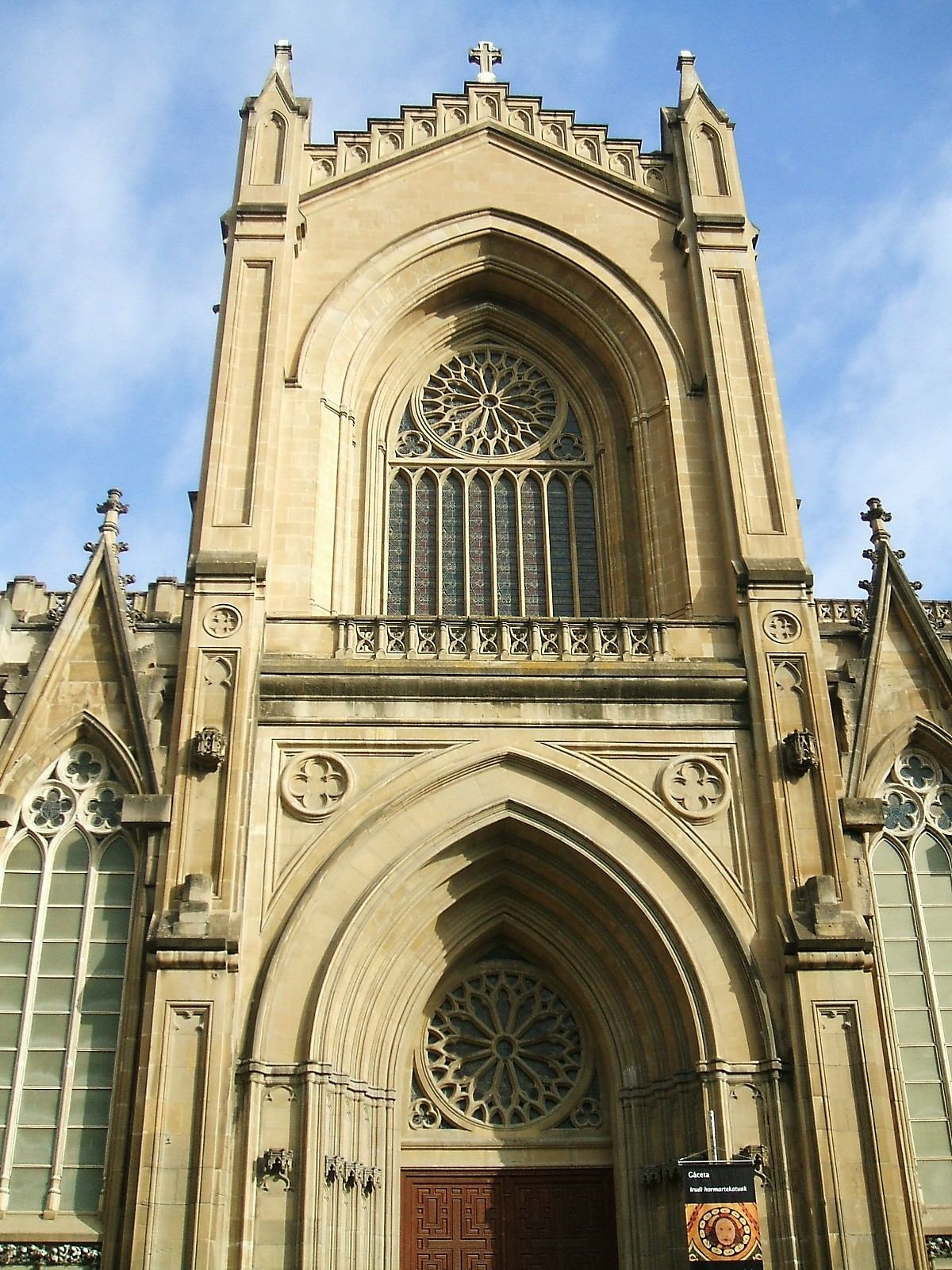
Fachada meridional

Entre esta portada sur y el pórtico del pie del templo discurren cinco ventanales y otros tantos paños que se corresponden con los cinco primeros tramos de la nave lateral, hasta el crucero. Los entrepaños presentan molduras y rosetones, apoyados en figuras alegóricas o caprichos vegetales. Los frisos sobre ellos presentan temas variados vegetales y animales.
Las gárgolas de esta fachada, talladas por Aurelio y Manuel Rivas entre 1964 y 1965, hacen referencia a soldados de la Guerra Civil, pudiéndose encontrar un soldado con máscara antigás, otro de transmisiones gritando por teléfono, el miliciano artillero o un auxiliar moro con turbante y alfanje.

### Naves y crucero

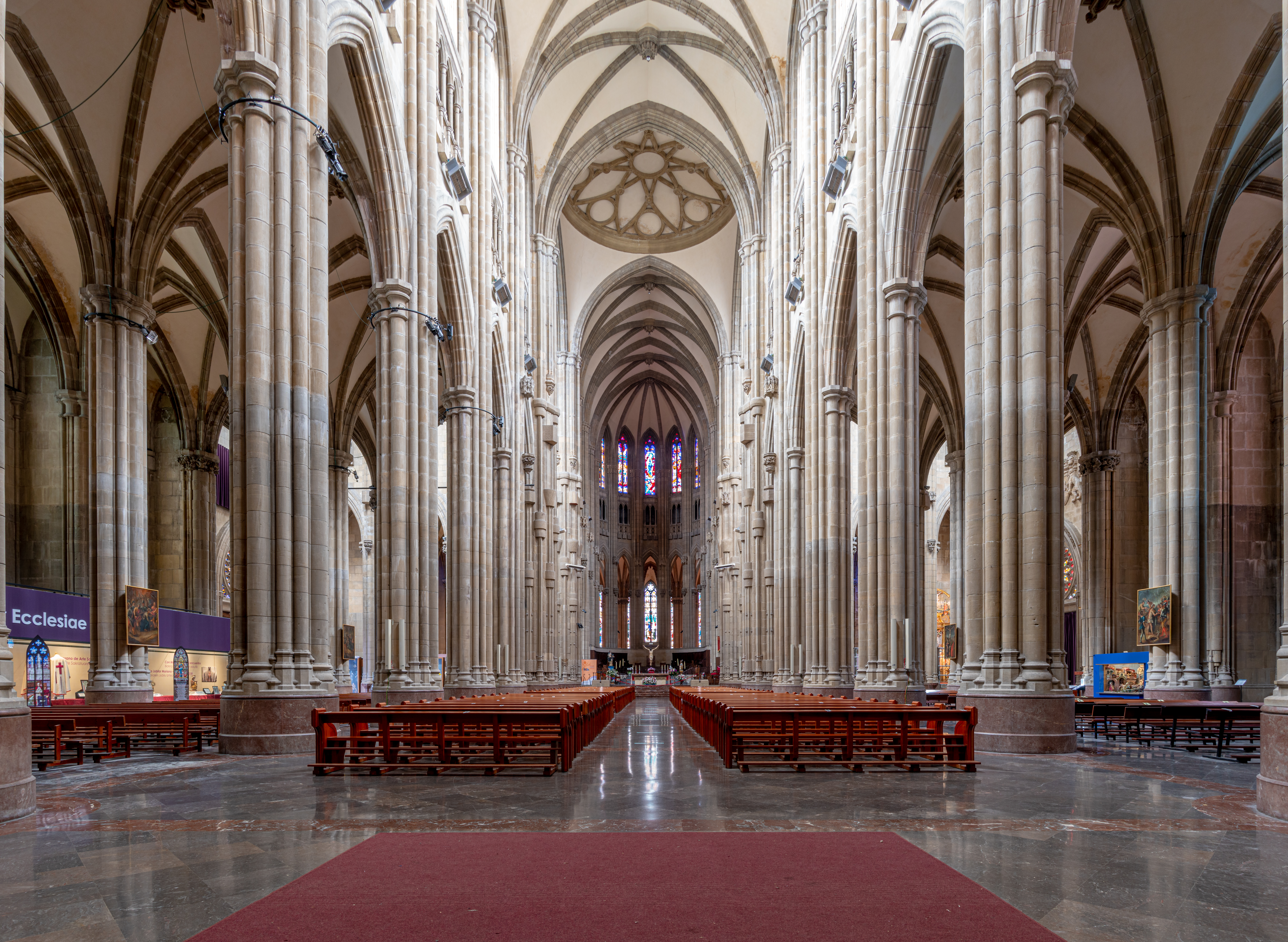
Vista general del interior

La nave central mide 14 m de ancho, 8 las intermedias, y las externas laterales, una mide 6,5 m y otra 2 m. Las medidas interiores son 96 m de ábside a puerta y 47 m de anchura en el crucero. La nave central tiene una altura de 35 m y las laterales 17,5 m. Las bóvedas son de crucería sencilla, sin nervio espinazo y barlongas (más anchas que largas). El tramo central del crucero, a falta de cimborrio, se cubre con una falsa bóveda circular, poco cóncava, apoyada sobre pechinas y cuya nervadura forma una estrella de ocho puntas. Todas las plementerías están enjalbegadas. En los cuatro pilares que sostienen los arcos torales que enmarcan esta bóveda hay unas hornacinas vacías ideadas para albergar imágenes de los cuatro Evangelistas.
A todo lo largo de la nave central y el crucero, entre la ventanas y los arcos formeros, discurre un hermoso triforio. Cada tramo de triforio se divide en tantos arquillos y maineles como calles y parteluces segmentan las vidrieras superiores. Las vidrieras son de vidrio blanco excepto las que ocupan los testeros de los dos extremos del crucero; éstas son, como se anticipó arriba, vidrieras con rosetón y están coloreadas al igual que las que hacen la función de tímpano de las portadas de acceso bajo ellas. Igualmente coloreada es la gran ventana-rosetón que preside la fachada principal.
Las caras interiores de las tres portadas están flanqueadas por pináculos adosados y coronadas, en bajorrelieve, por grandes escudos: el de Álava y Vitoria, sostenido por leones rampantes, en el testero norte; el de España, en el testero sur; y el papal de Pablo VI, sostenido por ángeles, en el pie de la nave central. Estos escudos pétreos fueron tallados por los hermanos Aurelio y Manuel Rivas.

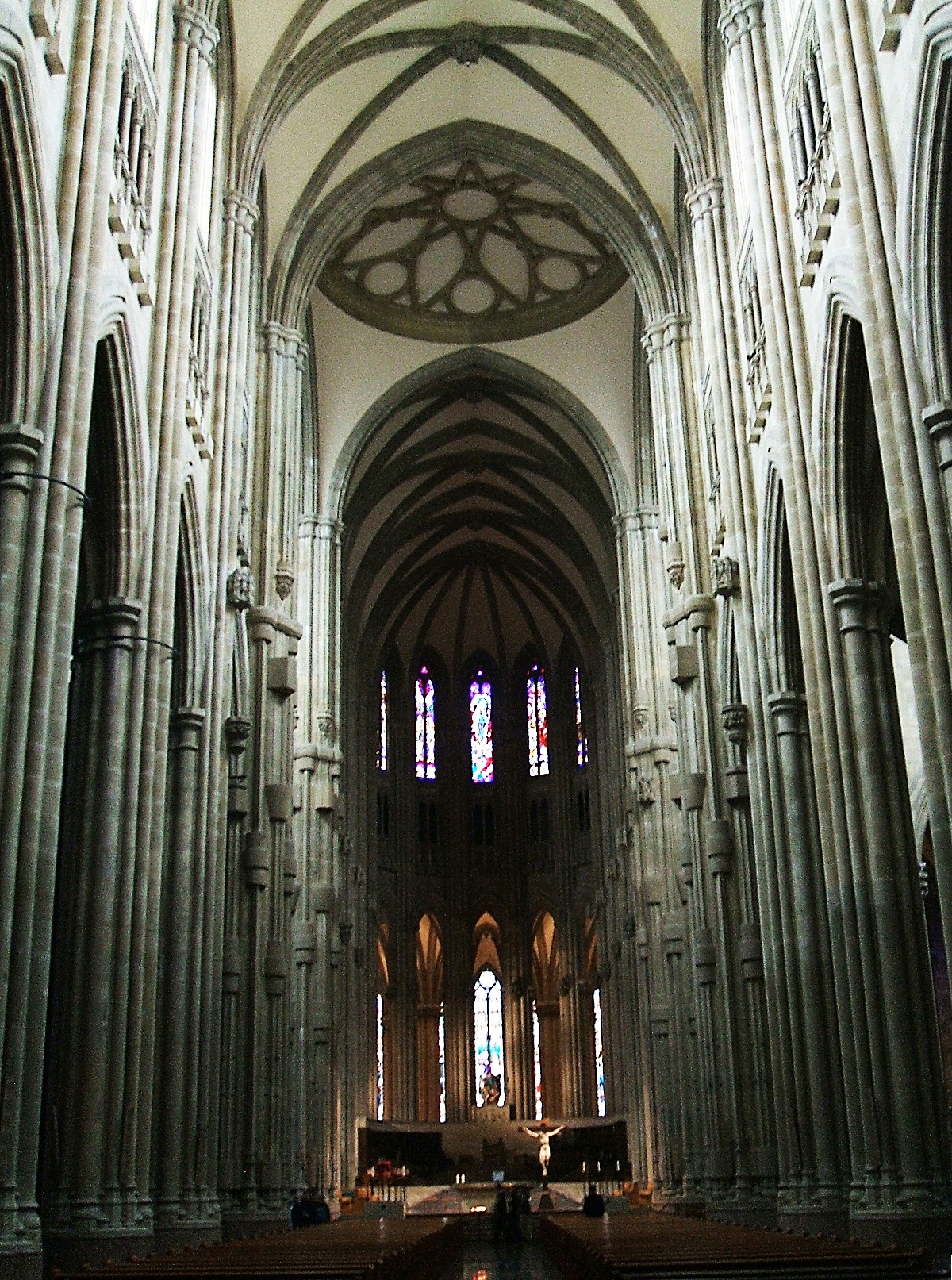
Nave central y cabecera
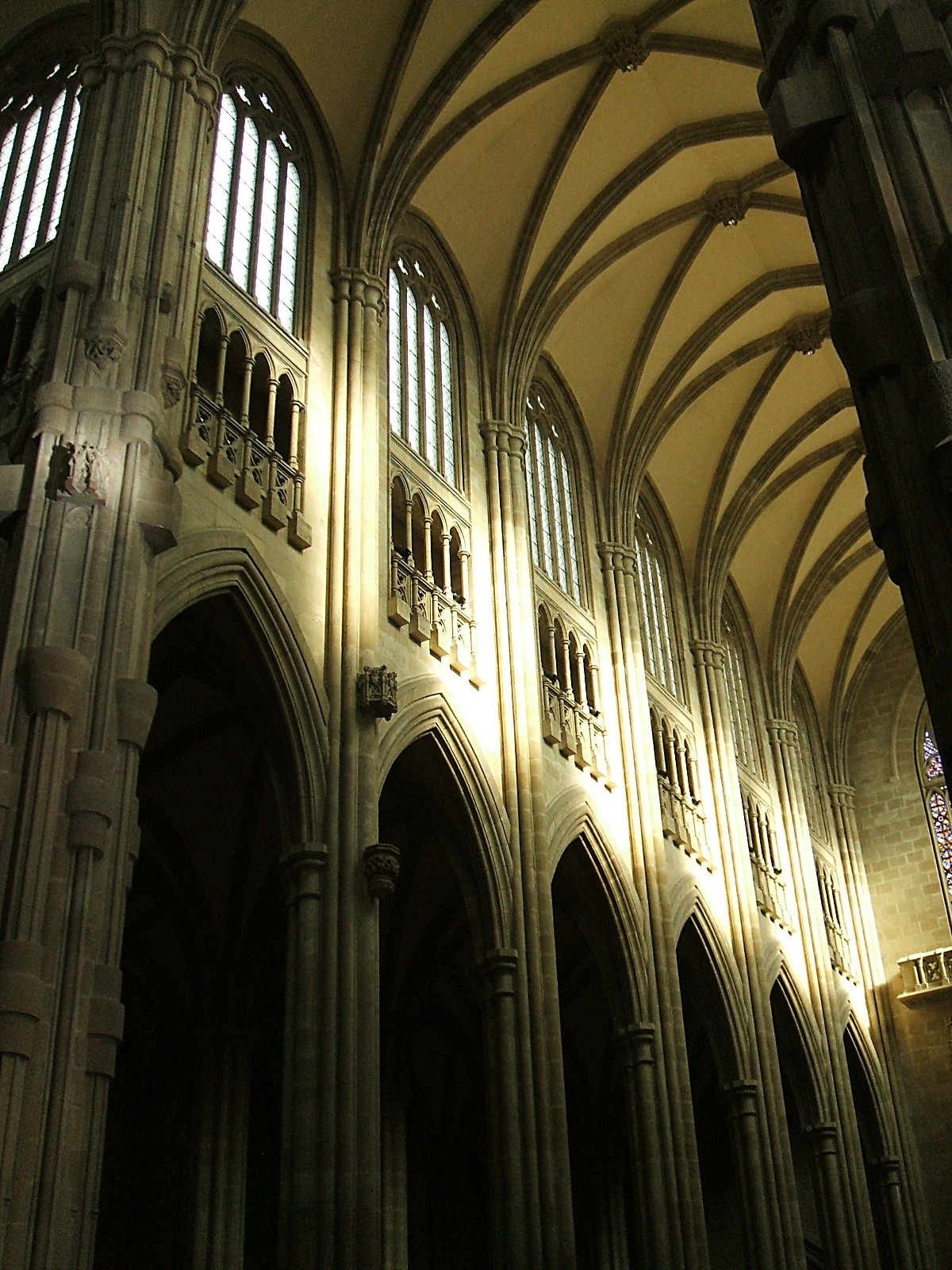
Nave central
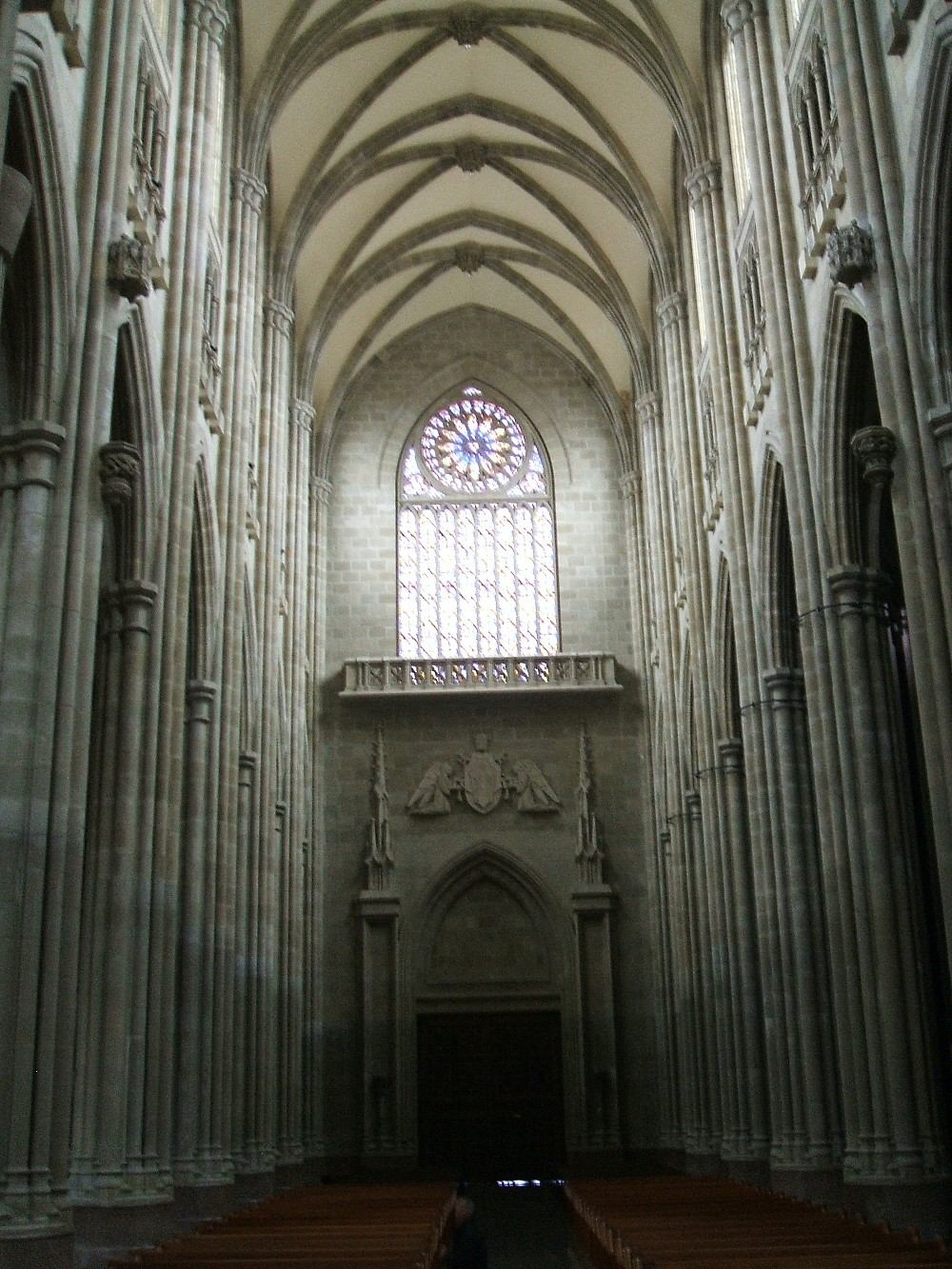
Nave central y pie
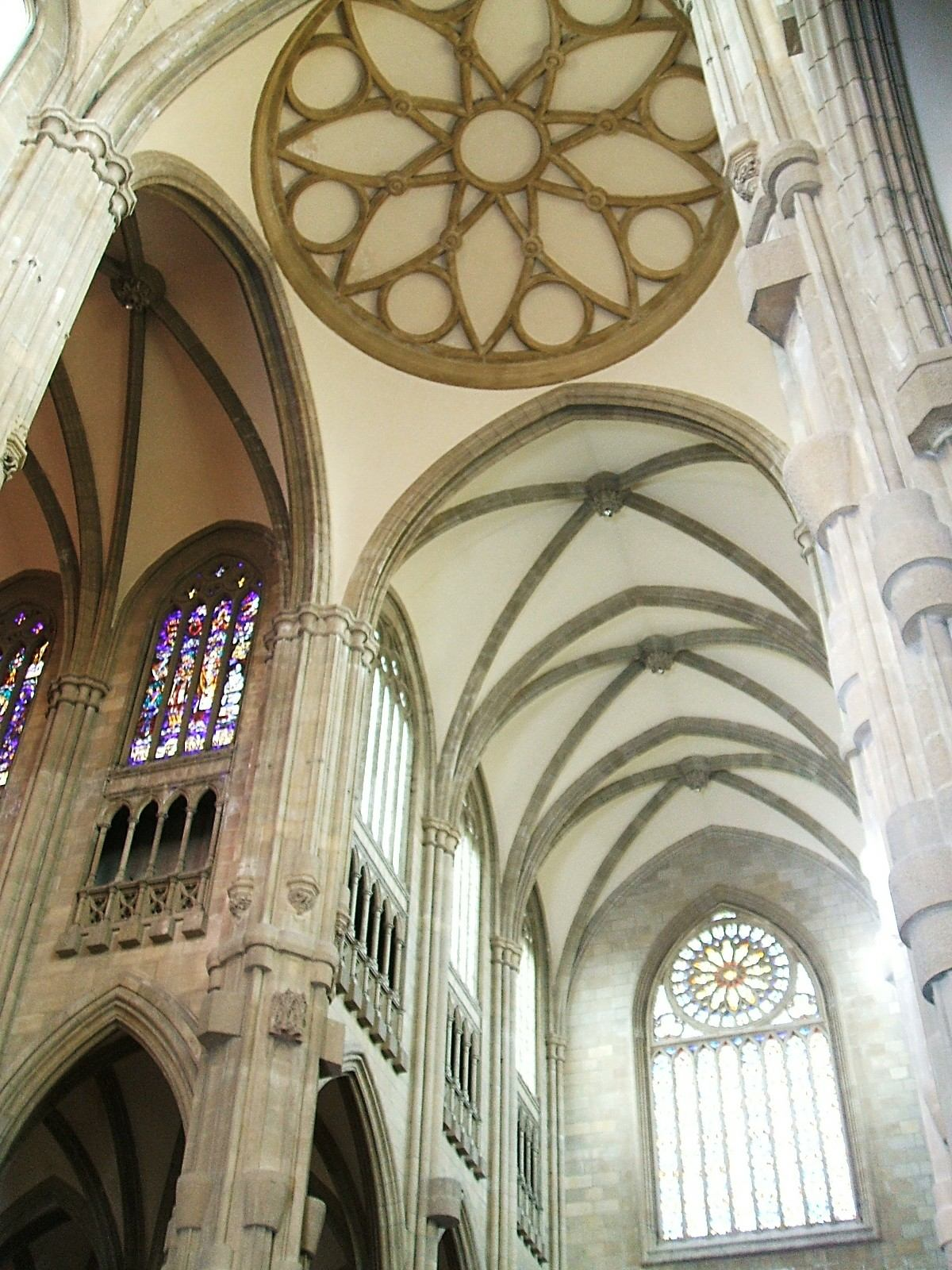
Brazo meridional del crucero
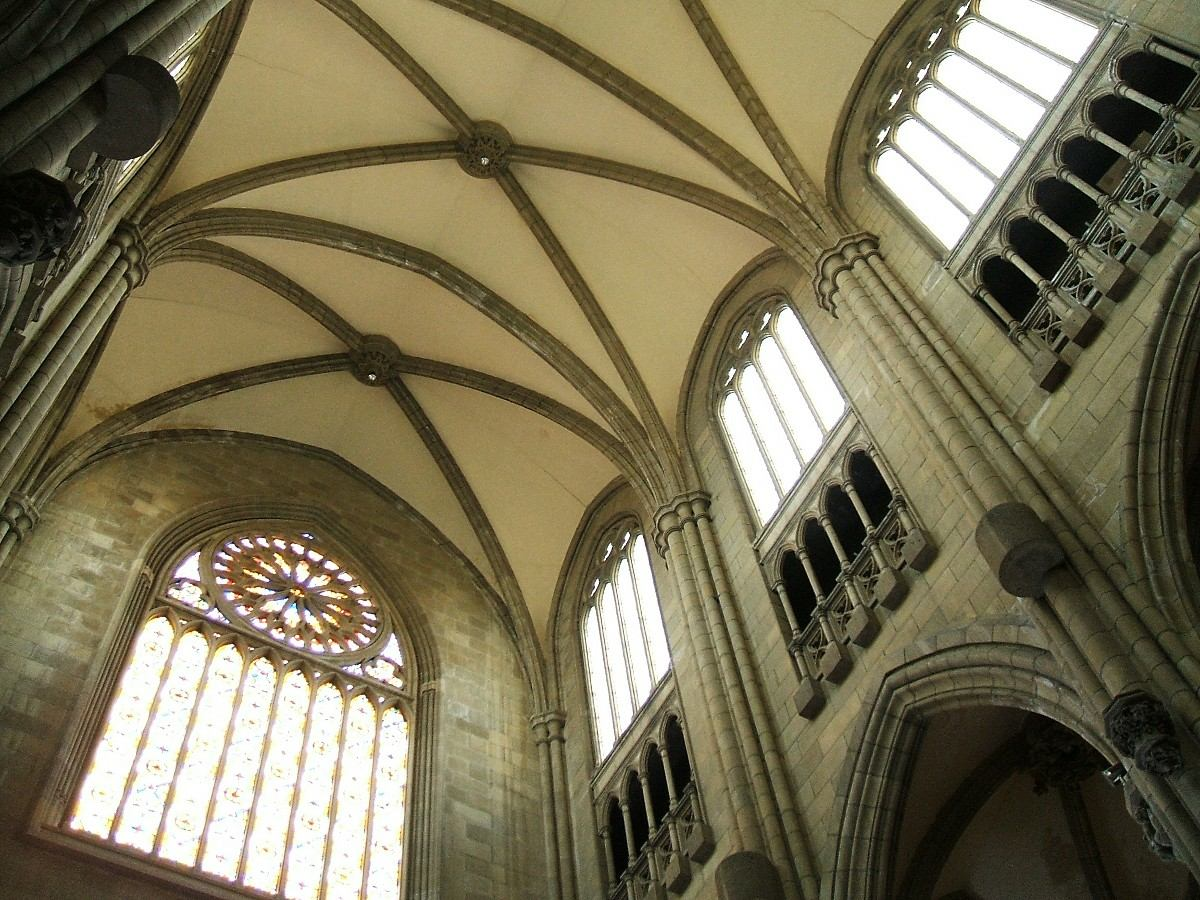
Brazo meridional del crucero
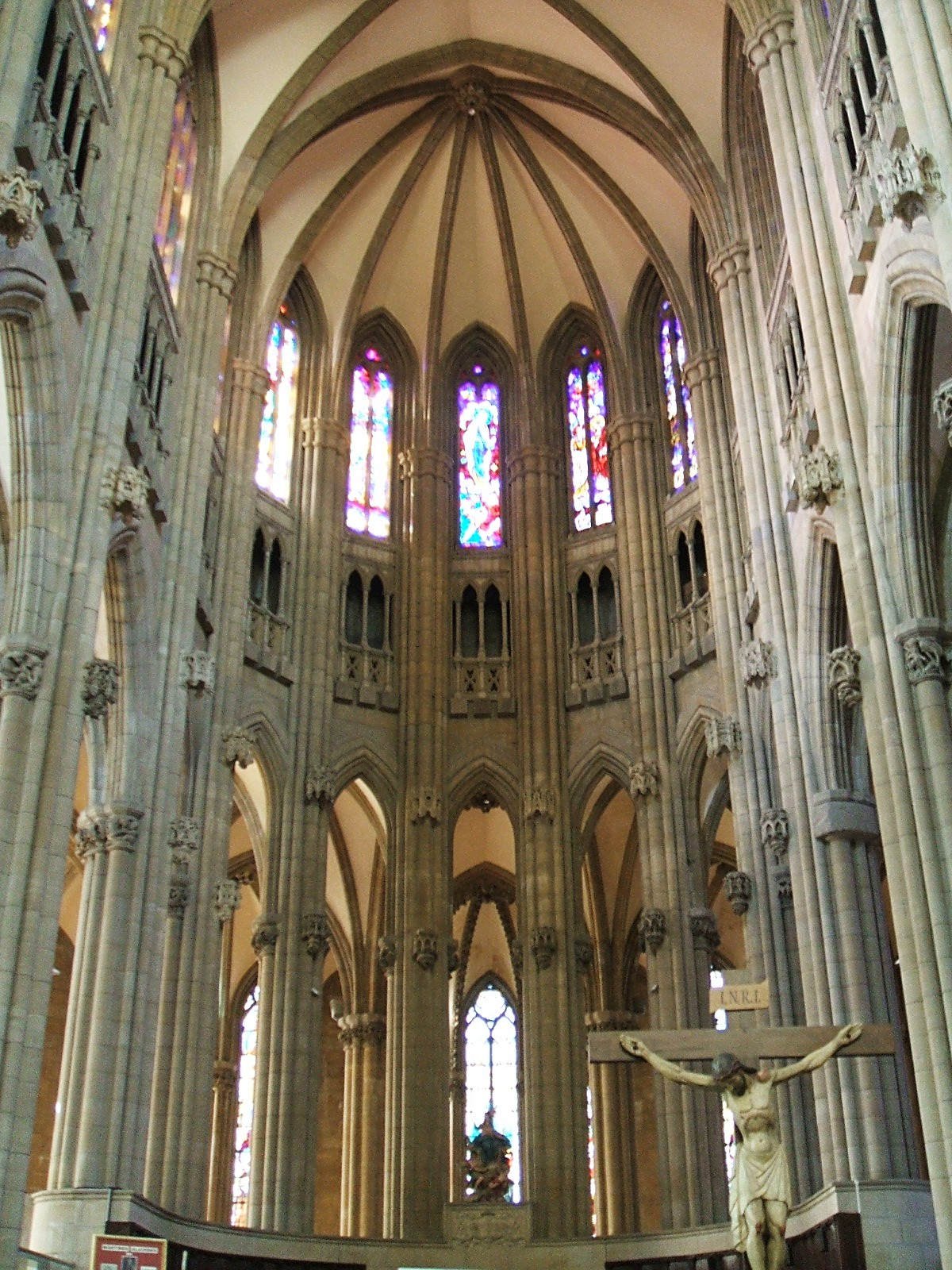
Nave alta de la Capilla Mayor

### Cabecera

#### Presbiterio y Capilla Mayor
Se encuentran elevados metro y medio sobre el suelo de las naves y ocupan una superficie de 350 metros cuadrados. Presiden la estancia la Sede del Obispo, hecha en piedra y mármol rojo, con el escudo del obispo Peralta Ballabriga, y el Altar, también de mármol, con la inscripción tallada de San Agustín: SACERDOS ET ALTARE IPSE CHRISTUS. En torno a la cátedra episcopal, el Coro de Canónigos, de madera, del siglo XVI, con arcos conopiales y columnas jónicas, procedente del Monasterio de Santa María de Barría, cenobio de monjas cistercienses del norte de la provincia de Álava. En el presbiterio descansa también un órgano electrónico de la marca Baldwin.
La nave alta del presbiterio recibe la luz a través de 13 vidrieras figurativas, profusamente policromadas, construidas en 1954 por la casa Vidrieras de Arte de Bilbao. En ellas pueden identificarse las figuras de los Apóstoles, los Evangelistas, Padres y Doctores de la Iglesia, Adán y Eva, la Virgen María, San José, San Juan Bautista, el arcángel San Gabriel y San Prudencio, patrón de Álava. Sobre los pilares, hornacinas vacías destinadas a las imágenes de los cuatro profetas mayores y la familia de la Virgen. Las repisas, doseles y capiteles llevan vegetación y alegorías del agro alavés.

#### Trasaltar
Los siete paños de su paramento están ornamentados por otros tantos bajorrelieves hechos en alabastro por Enrique Monjo, colocados como se adelantó arriba entre 1960 y 1963, en la segunda época constructiva. De izquierda a derecha, vistos desde la girola, sus motivos son: 
- Dones y Frutos del Espíritu Santo
- Predicación de Jesús
- Vida Celestial
- Puerta del Paraíso
- Vida Temporal
- La Traición
- El Castigo

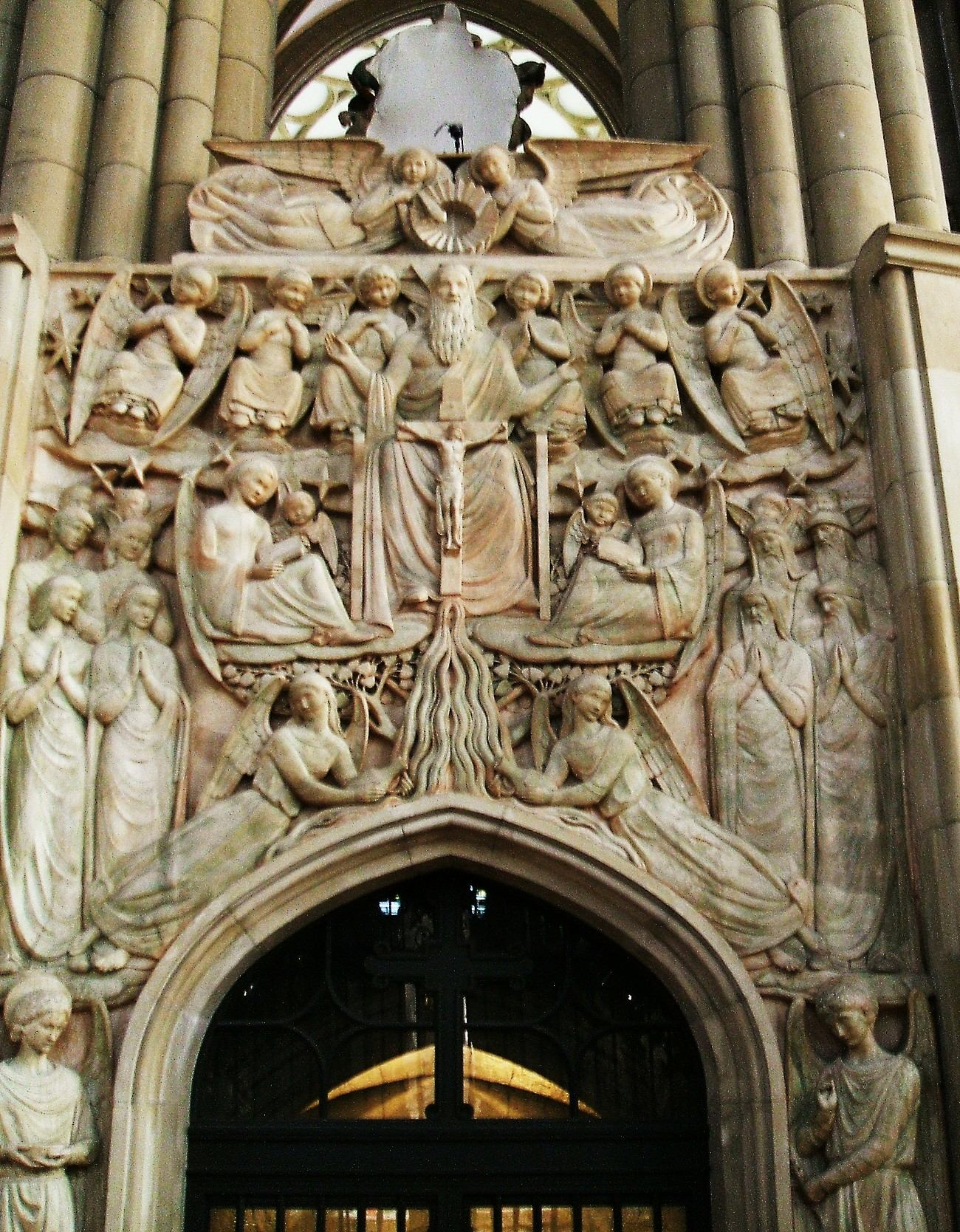
Relieve de la puerta del Paraíso

Ocupando el paño central, el relieve de la Puerta del Paraíso constituye una exaltación de la Santísima Trinidad, formando un Árbol de la Vida a cuyos pies discurre la Fuente de la Vida. De la escena de majestad dividida participan ángeles, arcángeles, santos, vírgenes y ancianos.

#### Girola
Está formada por dos naves concéntricas, cuyo arco de círculo tiene un radio de 23 metros y una superficie de 700 metros cuadrados aproximadamente. Su muro es festoneado por siete capillas, cada una de las cuales la forman tres planos, correspondientes a los tramos del ábside exterior. De norte a sur, son:

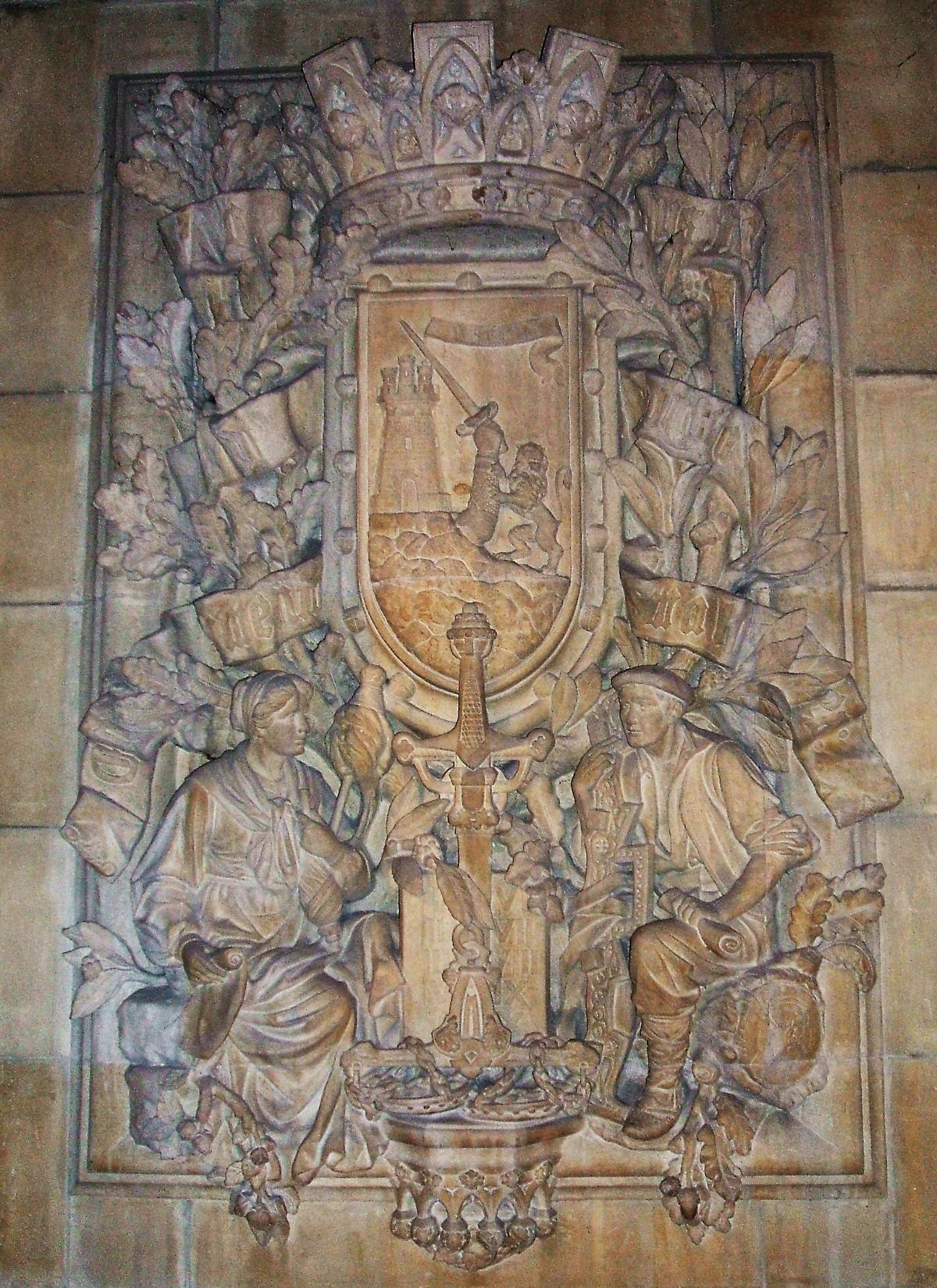
Relieve de la Capilla absidial de Álava

- Capilla del Sagrado Corazón de María
- Capilla de Navarra
- Capilla de Guipúzcoa
- Capilla de Nuestra Señora del Rosario
- Capilla de Vizcaya
- Capilla de Álava
- Capilla del Sagrado Corazón de Jesús

Cada capilla está decorada con grandes escudos tallados en piedra relacionados con las provincias o advocaciones religiosas a las que están dedicadas, y con bajorrelieves historiados. La Capilla central de Nuestra Señora del Rosario, donada en 1908 por doña Felicia Olave, presenta la decoración más rica, por la escultura y la ornamentación de los nervios de las bóvedas. En su centro se sitúa un altar de mármol proyectado por Julián de Apraiz para la capilla de las MM Reparadoras en 1923 y ejecutado por el escultor José Ríu. A su entrada se sitúa una reja, procedente de la Capilla de los Velascos en la derruida parroquia de la Asunción de Nuestra Señora de Galarreta. La forja está rematada con los blasones de los Ocáriz.
Las vidrieras de la girola, ejecutadas entre 1912 y 1914 por la casa madrileña Maumejean, forman una abigarrada corona de mártires, santos, confesores y vírgenes que brilla bajo ricos doseletes y pináculos vítreos de tonalidades doradas. Una tercera colección de vidrieras, representando figuras más estilizadas y movimientos contorsionados, filtra la luz del ábside alto.

### Cripta

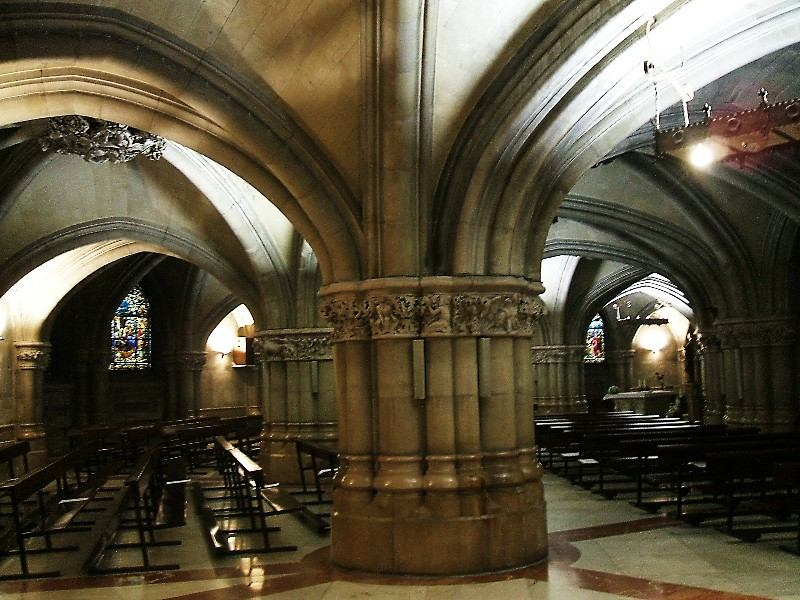
Cripta

De planta semicircular, al igual que la girola bajo la que se extiende, es sin duda la parte más acabada de la catedral. Fue consagrada el 17 de septiembre de 1911. El espacio, profusamente decorado, estaba destinado a servir de sepultura de obispos y actualmente está consagrado para el oficio religioso como Parroquia de María Inmaculada.
Su acceso original es a través de la Puerta del Paraíso, en el trasaltar, la cual da paso a una amplia escalinata de descenso con pasamanos de mármol y bajo bóvedas de crucería que nacen de ménsulas con animales fantásticos. Su acceso actual es a través de una puerta que, bajo el nivel del suelo, se abre en un paño de pared recto situado entre el ábside y la portada meridional.
El espacio se divide en siete capillas, cada una de las cuales consta de dos bóvedas ricamente ornamentadas con claves con figuras alegóricas. El altar de la cripta está presidido por el Cristo de la Buena Muerte, talla del escultor Emilio Molina y realizada en mármol de Carrara. Las vidrieras, tres por cada capilla y 21 en total, representan escenas de muerte y resurrección en un estilo realista y de colores rotundos.
Podría asegurarse que la cripta es un auténtico museo de escultura modernista; aparte de su arquitectura, el trazado de la bóvedas, claves y ventanales inferiores están inspirados en la cripta de la Sagrada Familia de Barcelona. En la estancia se disponen esculturas de bulto redondo, relieves y capiteles historiados.

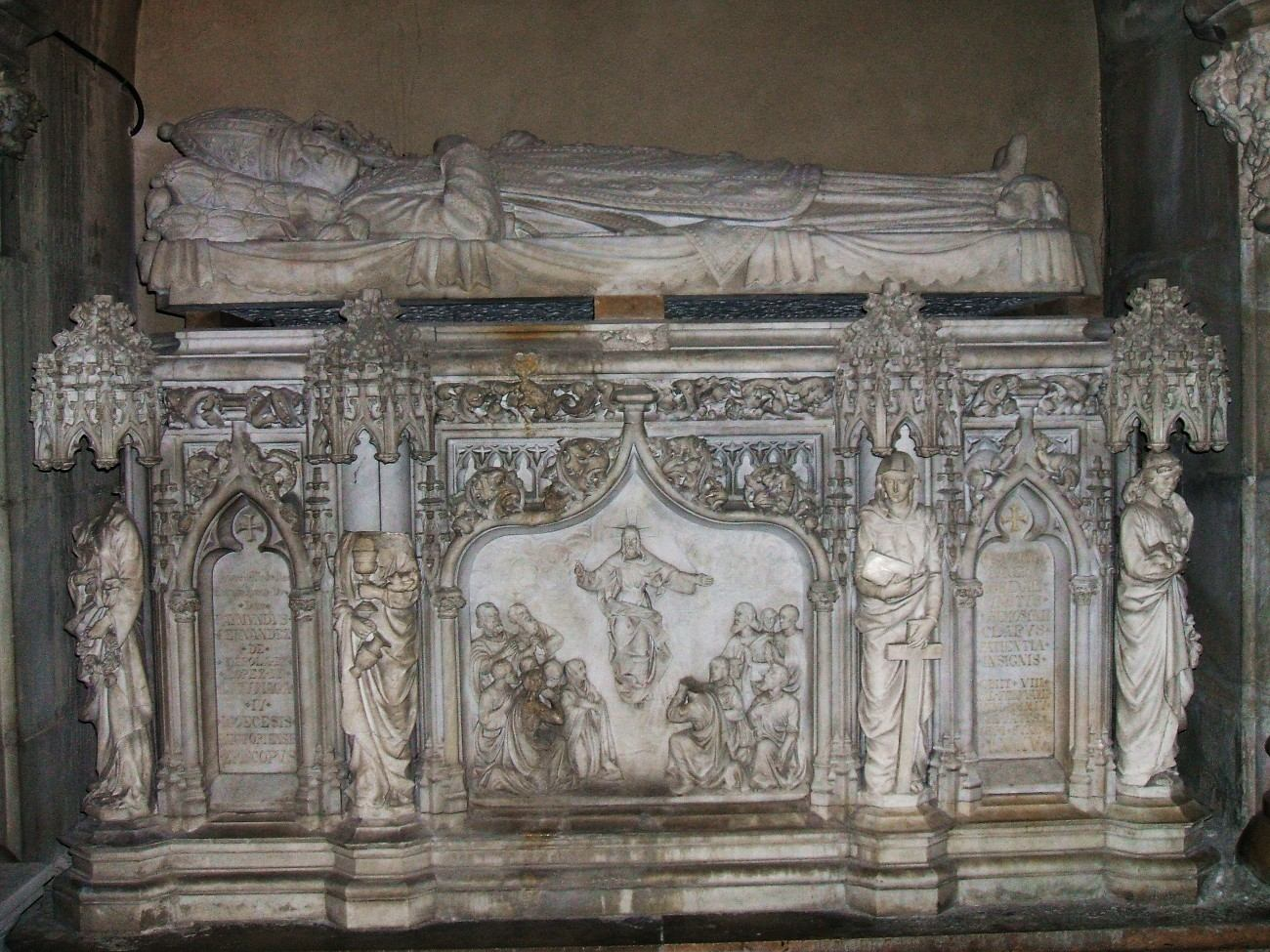
Sepulcro del Obispo Fdz. de Piérola

La más destacada de las labras exentas es el Sepulcro del Obispo Raimundo Fernández de Piérola, fallecido en 1904 y primer donante de la Catedral, que representa al prelado en bulto yacente. Se trata de un trabajo de estilo neogótico tallado en 1910 en mármol de Carrara por Francisco Ceballos Montenegro.
En el eje de la girola se encuentran cuatro grandes esculturas alegóricas de las Virtudes Cardinales, éstas realizadas en estilo modernista. La Justicia, La Prudencia y La Fortaleza son marmóreas, mientras que La Templanza está modelada en yeso. Sus autores son Juan Piqué, Manuel Lucena, Ángel Lucarini, Francisco Bares y José Ríu. Los costados que cierran el semicírculo de la girola acogen cuatro grandes tímpanos labrados en mármol con gran maestría y delicadeza. Los bajorrelieves representan el Descendimiento del Cuerpo de Cristo, La Música, Las Ofrendas y La Redención. Su modelado y tallado corresponden a los artistas Moisés Huerta, Jaime Lluch, Julio Espiago, Juan Piqué, Francisco Pares, Eusebio Molina, Luis Fernández, Fernando Santos y Gaspar Casas. En la entrada, bajo los tímpanos de Las Ofrendas y La Redención, aparecen asimismo dos esculturas representando La Justicia, y a Tobías y el Arcángel San Rafael.
Las siete capillas se encuentran divididas por seis grandes columnas de fuste múltiple cuyos capiteles, corridos a modo único relieve secuencial, narran los siguientes temas: Pecados Capitales (I), Obras de Misericordia, Escenas del Nuevo Testamento, Obras de Misericordia, Pecados Capitales (II), Temas Varios. La iconografía es asimismo muy variada e imaginativa, mezclando las escenas religiosas y las profanas (fantasías mitológicas, naturaleza, crítica social), en los capiteles adosados a las paredes de la cripta. En estos trabajos los autores destilan una ironía en la que se conjugan la crítica social con el aleccionamiento moral.

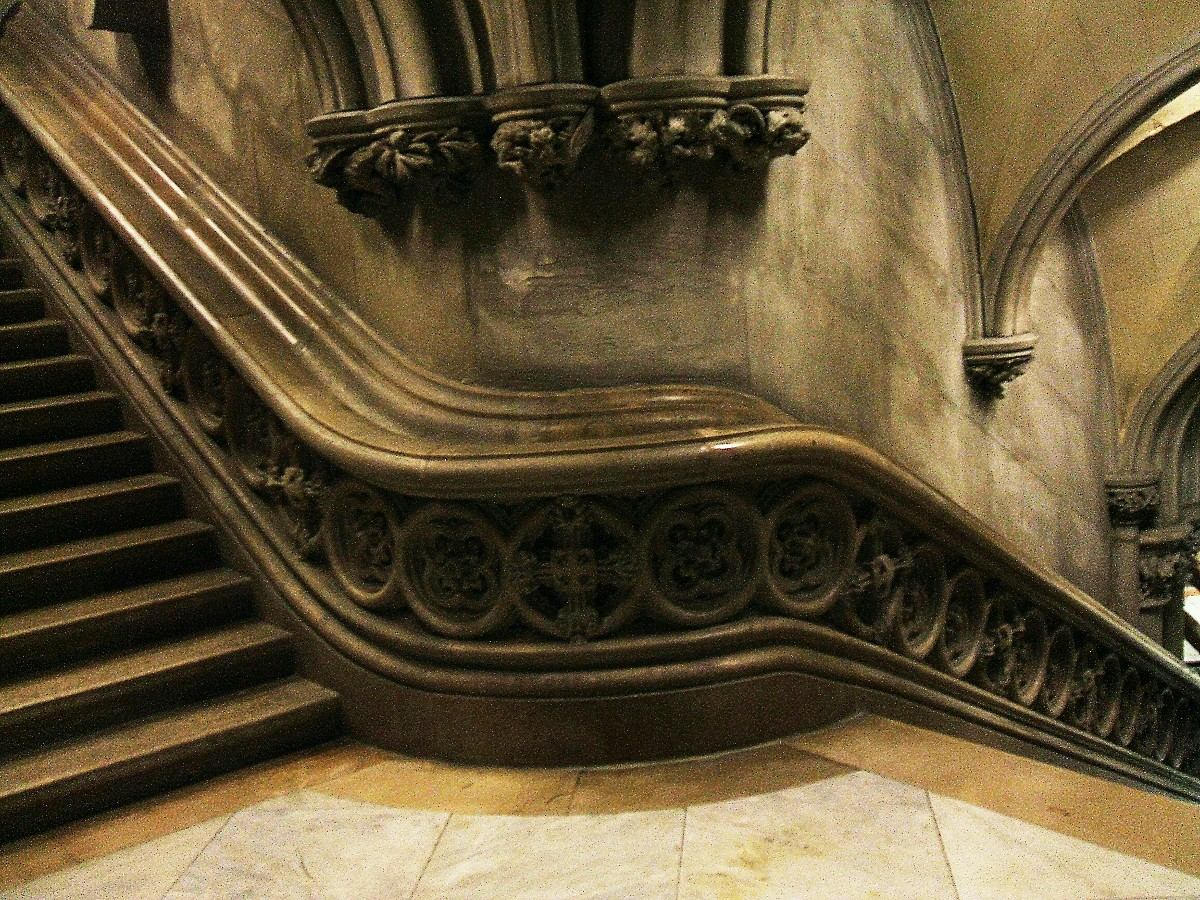
Escalera
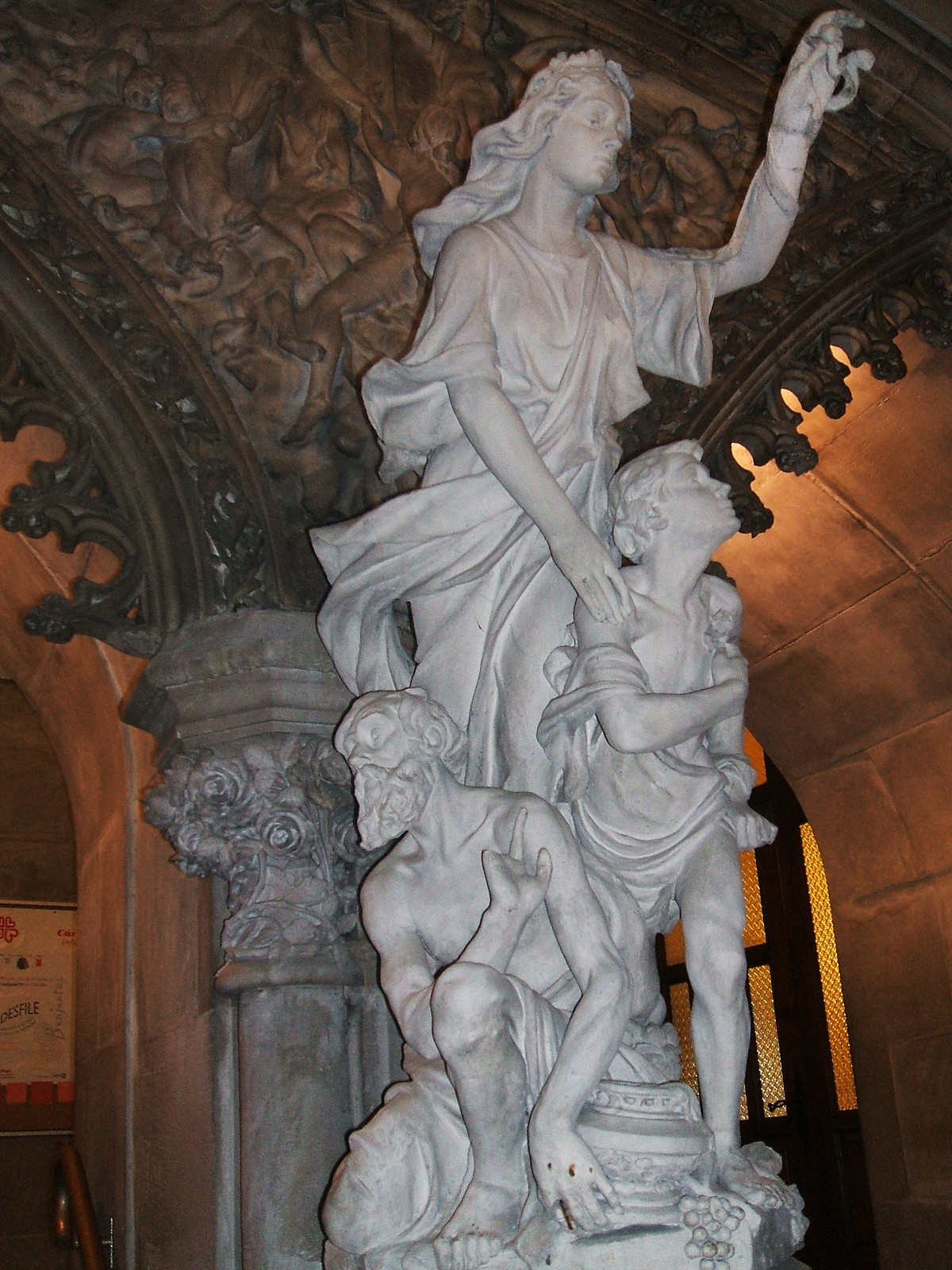
Tobías y San Rafael
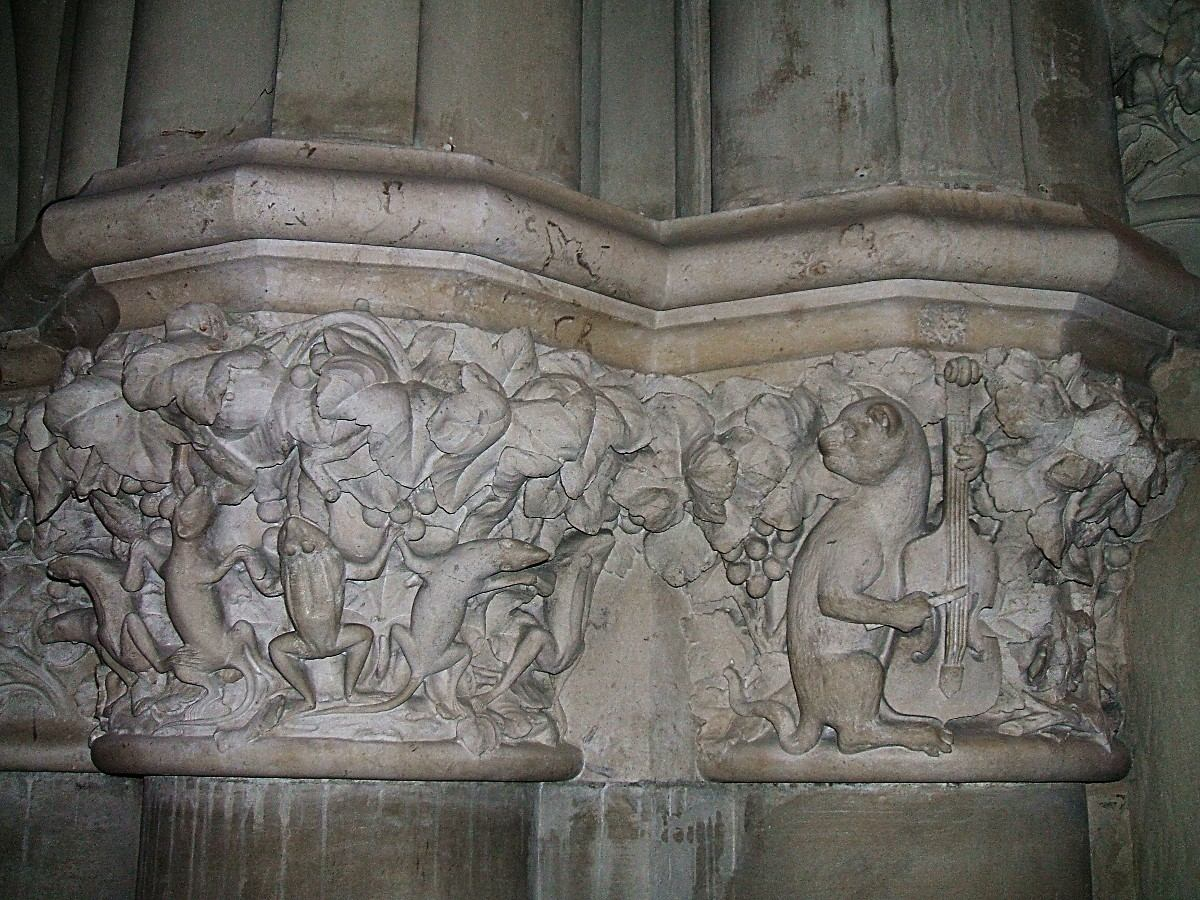
Capitel
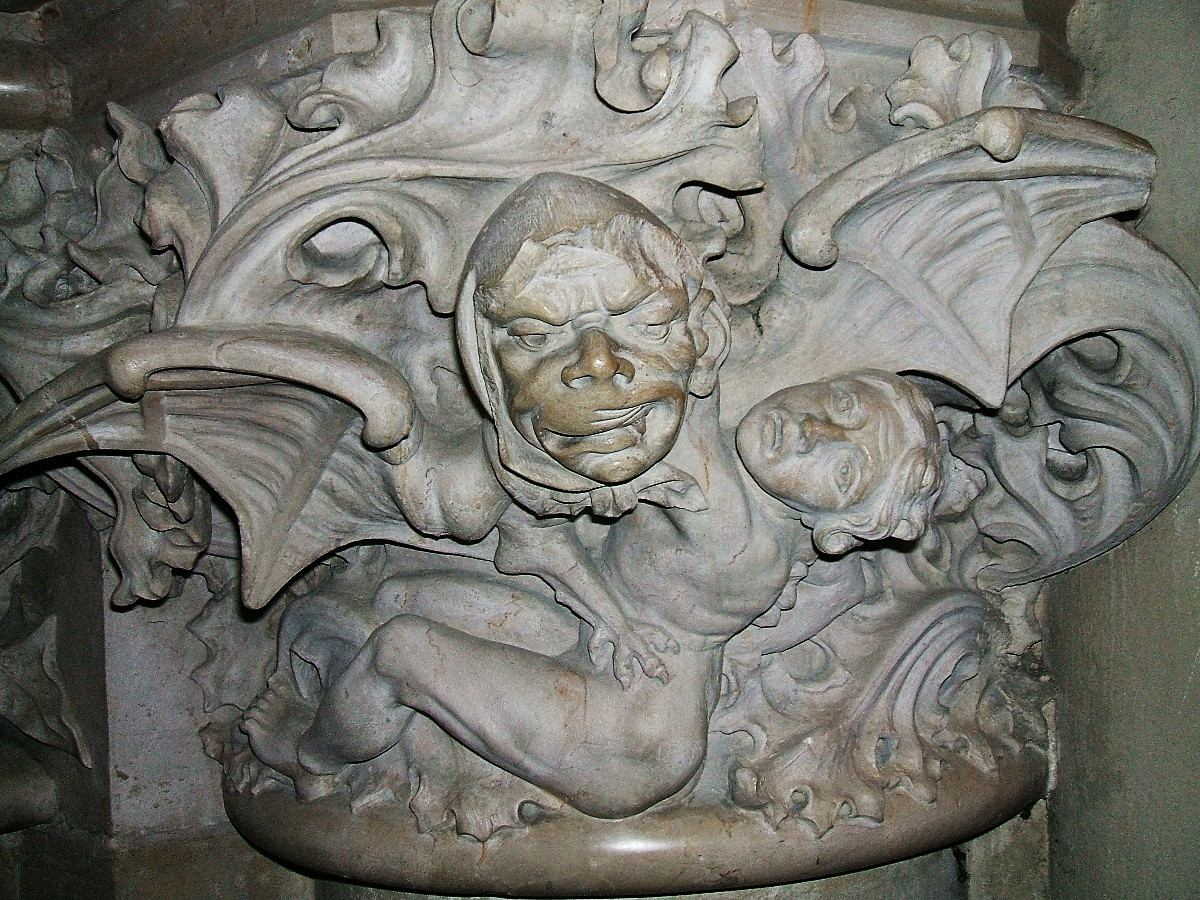
Capitel
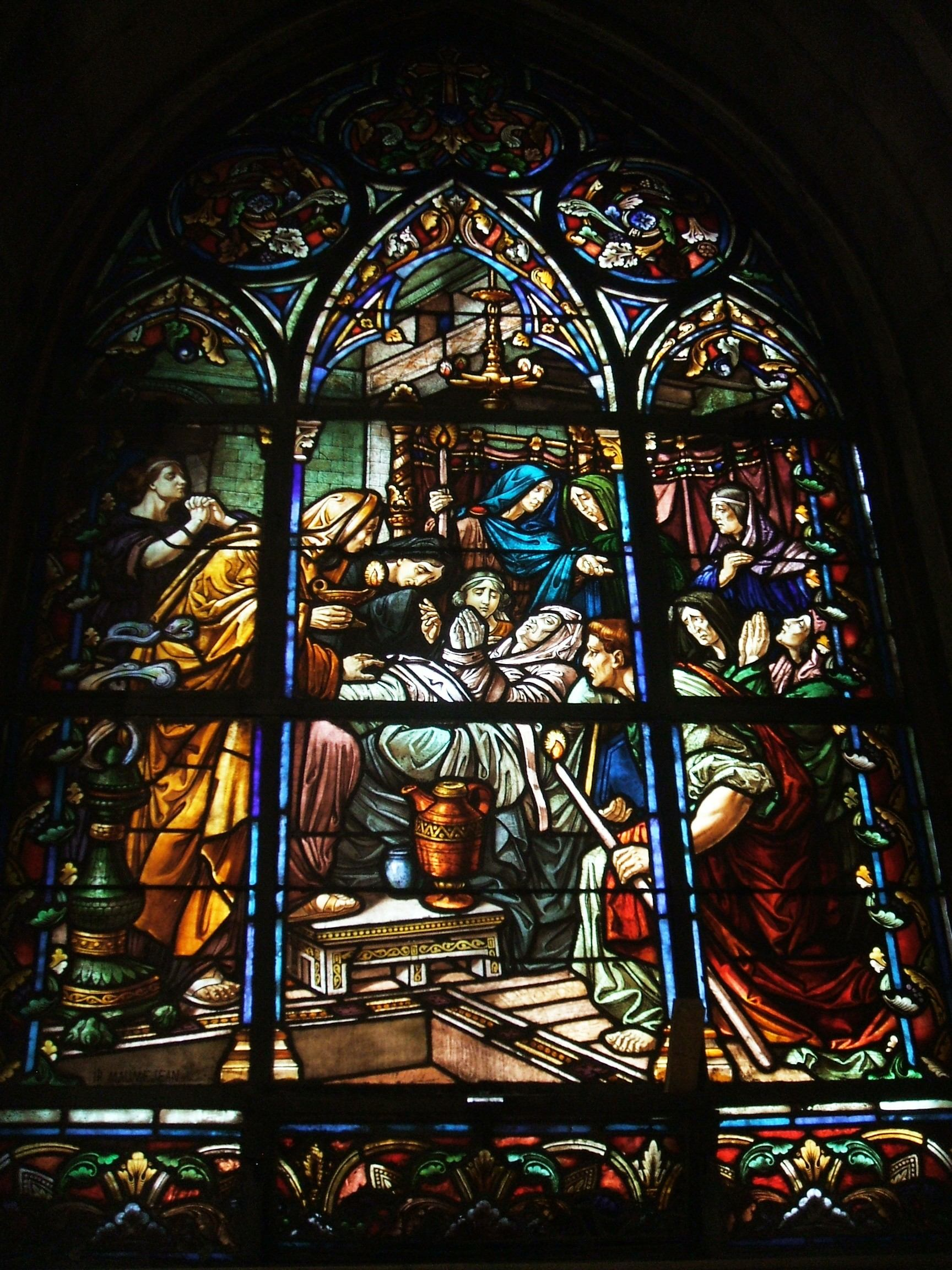
Vidriera

## Horarios de visita y culto
La Catedral está abierta: martes a viernes, de 10:00 a 14:00 h. y de 16:00 a 18:30 h.; sábados, de 10:00 a 14:00 h.; domingos, de 11:00 a 14:00 h. El horario de misas en la parroquia de María Inmaculada alojada en la cripta es: días laborables, a las 9:00, 12:30 y 19:30 h.; días festivos, a las 11:00, 12:30 (catedral) y 19:30 h.

## Museo Diocesano de Arte Sacro de Álava
Desde 1999 la girola catedralicia sirve de espacio para el Museo Diocesano de Arte Sacro de Álava, que recoge una rica muestra del patrimonio artístico religioso de la provincia, dividida en secciones de talla en piedra, talla en madera, pintura sobre tabla, pintura sobre lienzo, orfebrería y mobiliario litúrgico.

## Transporte urbano

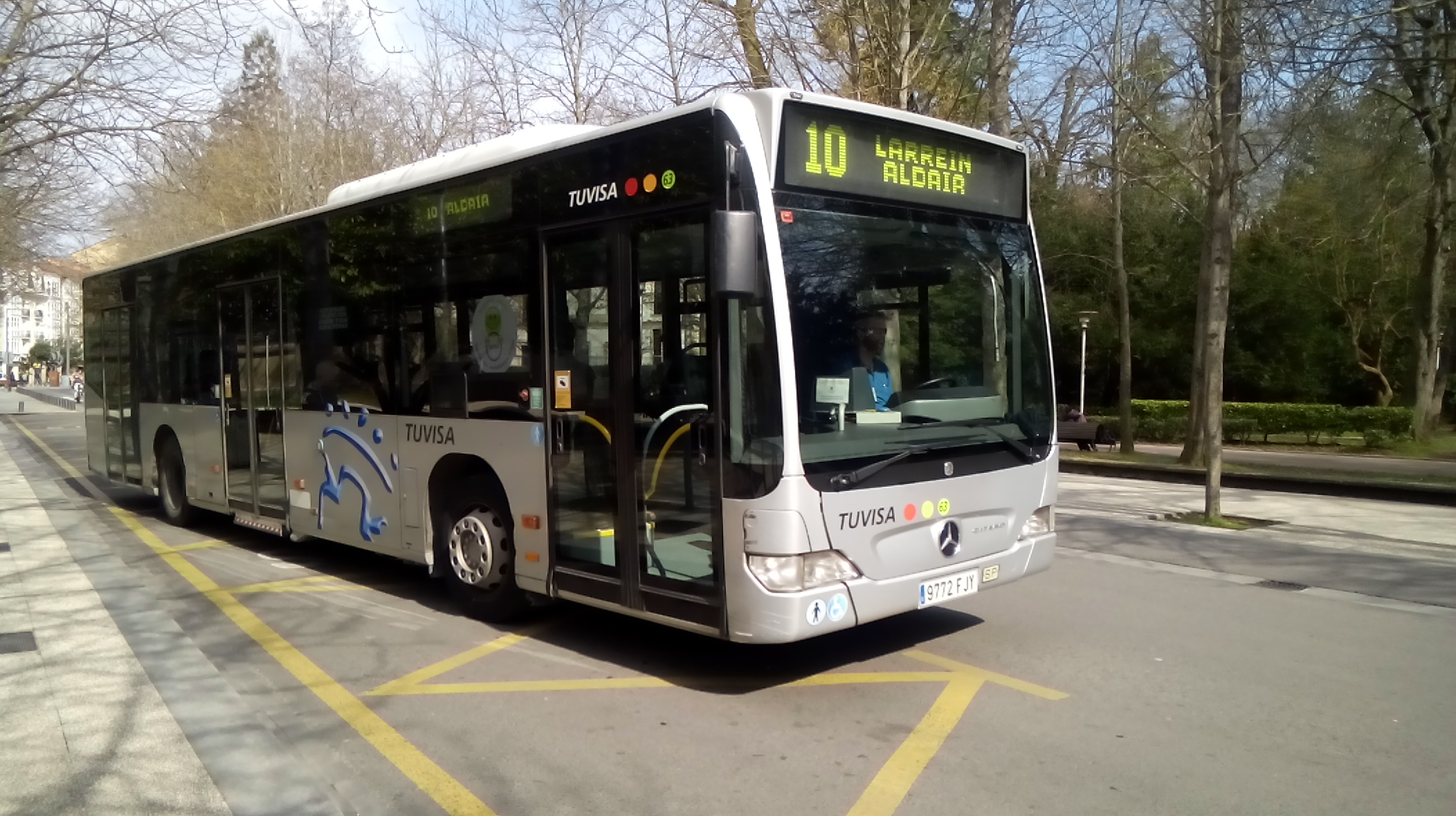
Autobús de la línea 10 saliendo desde la parada de Catedral, la más cercana al templo

La Catedral de María Inmaculada, Madre de la Iglesia, siempre ha sido un punto estratégico en la red de transporte de Vitoria, ya que la parada de autobuses ubicada en uno de sus laterales (Calle Cadena y Eleta) ha servido durante muchos años como cabecera de muchas líneas de autobuses urbanos. En antigua red de autobuses, aquella que fuera modificada en octubre de 2009, la parada de Catedral fue nada más y nada menos que la cabecera de 5 líneas y pasaban por dicha parada otras 5 líneas que no realizaban el final de línea en dicha parada. Con la red actual de autobuses y hasta julio de 2017, únicamente la Línea Circular contaba con cabecera, además de que otras 4 líneas pasaban a diario por dicha parada; actualmente la parada de Catedral no es cabecera de ninguna línea, salvo de las 3 líneas de Gautxori que parten desde la misma parada los fines de semana.
Actualmente, tanto el autobús urbano, la red de taxis y el tranvía tienen apeaderos cercanos a la catedral:
- Parada de Lovaina (tranvía): esta parada se ubica en los Jardines del Obispo Fernández de Pierola. Estos se ubican en la parte trasera del templo, pudiéndose disfrutar de un pequeño espacio verde con vistas a la catedral.
- Parada de Parlamento (tranvía): esta parada se ubica en la confluencia de las calles Becerro de Bengoa, San Antonio, General Álava y la Plaza del General Loma; junto a la sede del Parlamento Vasco. Se ubica a una distancia similar a la parada de Lovaina, solo que al llegar al templo se llega desde la parte frontal del mismo.
- Parada de Prado (autobús): esta parada situada en la calle homónima a la estación. Desde esta calle se puede acceder directamente a la parte delantera de la catedral, puesto que la calle muere a los pies de la "plaza" situada delante del templo. Esta parada está servida por las siguientes líneas:
  - Línea 5 (Salburua-Elejalde): para llegar a la catedral esta es la única parada que más cerca se ubica del templo (el autobús realiza el sentido hacia Salburua).
  - Línea 6 (Zabalgana-Arakaiate): para llegar a la catedral se puede hacer desde ambos sentidos de la línea. En el sentido a Arkaiate la parada es: Prado; y en el sentido Zabalgana es: Catedral.
  - Línea 7 (Borinbizkarra-Salburua): al igual que la línea anterior el autobús para en las inmediaciones del templo en ambos sentidos. La parada en sentido Borinbizkarra es: Catedral; mientras que, la parada en sentido Salburua es: Prado.
  - Línea 10 (Aldaia-Larrein o Aldaia-Salburua): al igual que las dos líneas anteriores hay paradas en ambos sentidos de la línea. En sentido Aldaia es Catedral, y en sentido Salburua es Prado.
- Parada de Catedral (autobús): esta parada se ubica en uno de los laterales de la catedral, en concreto, en la calle Cadena y Eleta; es la estación más cercana al templo y que da directamente a la entrada al Museo Diocesano de Arte Saro de Álava. Aparte de las líneas 6, 7 y 10; estacionan las siguientes:
  - Línea 1 (Circular): única parada que realiza en las inmediaciones del templo. Hasta julio de 2017, esta parada fue la cabecera para dicha línea.
  - Línea 4 (Lakua-Mariturri): la parada más cercana a la catedral es esta, y se hace en sentido Mariturri; aunque hay otra parada que se realiza en sentido Lakua pero se sitúa a unos 4 minutos andando (Castilla 9).
  - Líneas de Gautxori: las líneas G1, G3 y G4 tienen sus cabeceras en esta parada; es la más importante del servicio nocturno de autobuses puesto que es el punto en el que se inicia y finaliza el recorrido de las 3 líneas, además de ser el que mayor número gente recoge.
  - Línea E3 (Fernando Buesa Arena): existen servicios que cuentan con esta parada para dejar a gente tras la finalización de los partidos del equipo local de baloncesto Baskonia.
  - Línea Aeropuerto de Foronda: existe un servicio que llega hasta el local Aeropuerto de Foronda, que se inicia y finaliza en esta parada. La parada se encuentra separada de las del servicio de Tuvisa (puesto que no es la compañía municipal quien presta el servicio), junto a la antigua gasolinera y no cuenta con marquesina.
- Parada de Cadena y Eleta (taxis): en frente de la famosa parada de autobuses se ubica la parada de taxis, una de las más utilizadas de la ciudad, sobre todo en servicios nocturnos.